# 1918
Cette page concerne l'année 1918 (MCMXVIII en chiffres romains) du calendrier grégorien.
L'année 1918 est une année commune qui commence un mardi.

## En bref
- 8 janvier : « Quatorze points de Wilson ».
- 3 mars : traité de Brest-Litovsk.
- 21 mars-18 juillet : offensive du Printemps.
- 8 août-11 novembre : offensive des Cent-Jours.
- 30 octobre : armistice de Moudros.
- 3 novembre : armistice de Villa Giusti.
- 9 novembre : début de la révolution allemande et proclamation de la république.
- 11 novembre :
  - armistice de Rethondes ; fin de la Première Guerre mondiale.
  - Confrontė à la dislocation de l'Autriche-Hongrie, l'empereur et roi Charles Ier renonce à l'exercice du pouvoir. Proclamations successives de la république dans les États successeurs.

## Événements

### Afrique

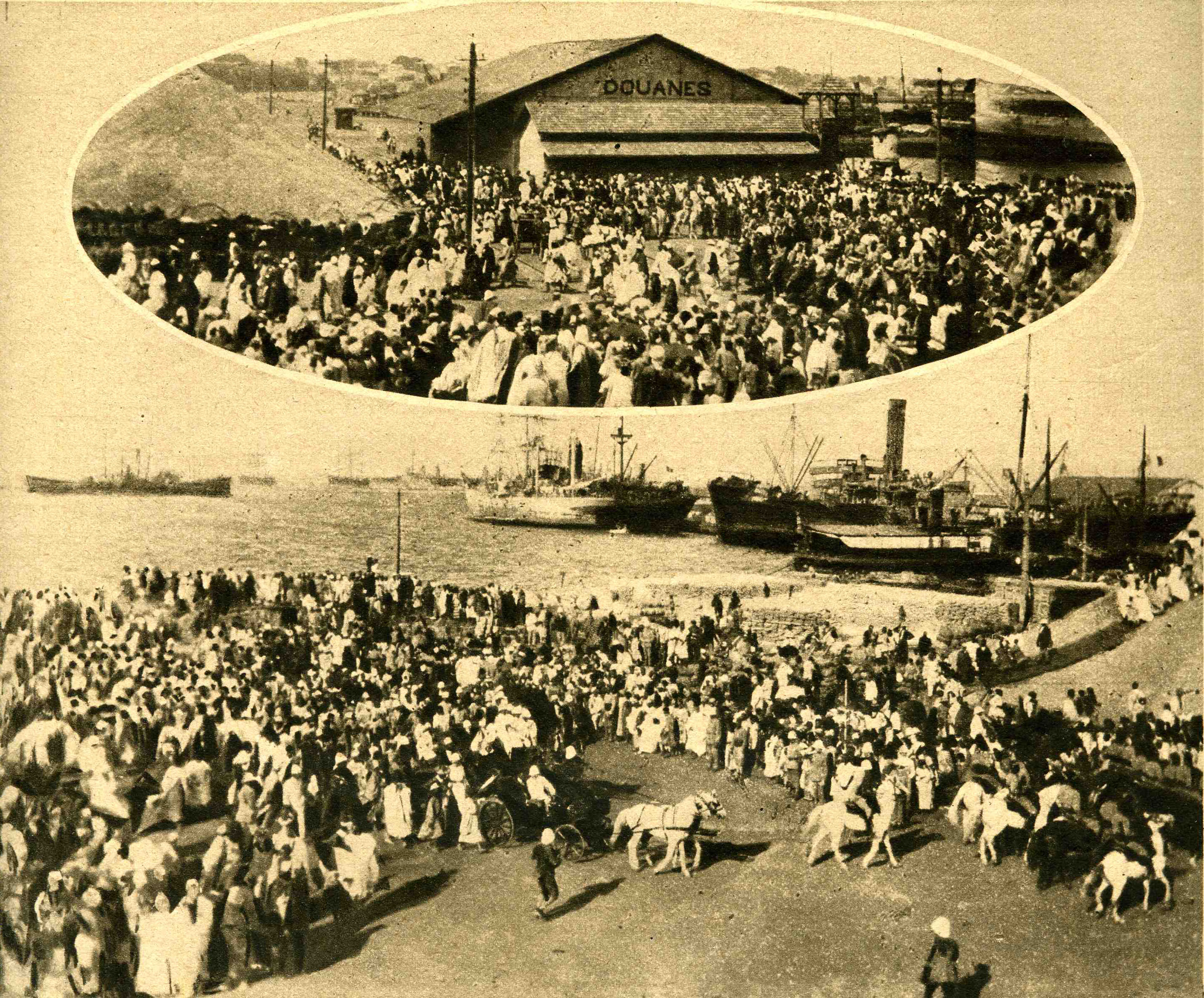
M. Diagne, député du Sénégal commissaire du gouvernement pour le recrutement des troupes noires, vient d’arriver à Dakar où la population indigène lui a fait un accueil enthousiaste

- 14 janvier : promulgation de huit décrets qui introduisent un ensemble de réformes en Afrique-Occidentale française et en Afrique-Équatoriale française. Blaise Diagne, député du Sénégal, est promu commissaire de la république pour le recrutement des troupes en Afrique Noire[1].
  - Création de l’École de Médecine de Dakar[2] (ouverture le 1er novembre).
- 22 janvier : démission du gouverneur général du Soudan français Joost van Vollenhoven, en désaccord avec Blaise Diagne, qui préconise une levée en masse parmi les populations africaines. Il sera tué la même année sur le front. Blaise Diagne parvient à mobiliser 63 000 recrues[1]. En 1918, 95 bataillons de tirailleurs « sénégalais » sont engagés en Europe, en Afrique et en Orient. 180 000 soldats africains ont été recrutés par la France pour le front européen entre 1914 et 1918. À leur retour, ayant appris à lire et acquis des connaissances techniques et militaires, ils aspirent à de nouveaux emplois, ce qui provoque l’émergence d’une nouvelle classe sociale parmi les Noirs.
- 18 avril : le tirailleur Cheikou Cissé (1890-1933) est condamné par le conseil de guerre de Dakar, qui invoque la sûreté de l’État, à la peine de déportation perpétuelle[3].
- Mai - juin : grève des éboueurs à Johannesbourg (« grève des seaux »). 152 employés municipaux noirs sont condamnés à deux mois de travaux forcés[4].
- 5 juin : fondation de l'Afrikaner Broederbond à Johannesbourg[5].
- 12 juin, Afrique de l’Est : le général allemand Lettow-Vorbeck prend Alto Molocue à 200 km de Nampula, au Mozambique[6].
- 1er juillet : grève de 15 000 mineurs en Afrique du Sud[7].
- 12 juillet : révoltés à la suite d'une rafle de conscrits ordonnée par l’administrateur Grange, des insurgés sahoué s’emparent de cinq cents kilos de poudre au dépôt de Grand-Popo, au Dahomey, puis le 14 juillet, ils sabotent la ligne télégraphique. Une palabre organisée à Doutou par le gouverneur Fourn tourne à la bataille rangée et l’administrateur Grange est tué. Le mouvement s’entend à tout le cercle de Mono et l’ordre n’est rétabli qu’en janvier 1919[8].
- 1er juillet-3 juillet : Lettow-Vorbeck est victorieux des Portugais à Namacurra, au Mozambique, et s’empare d’un important arsenal[9].

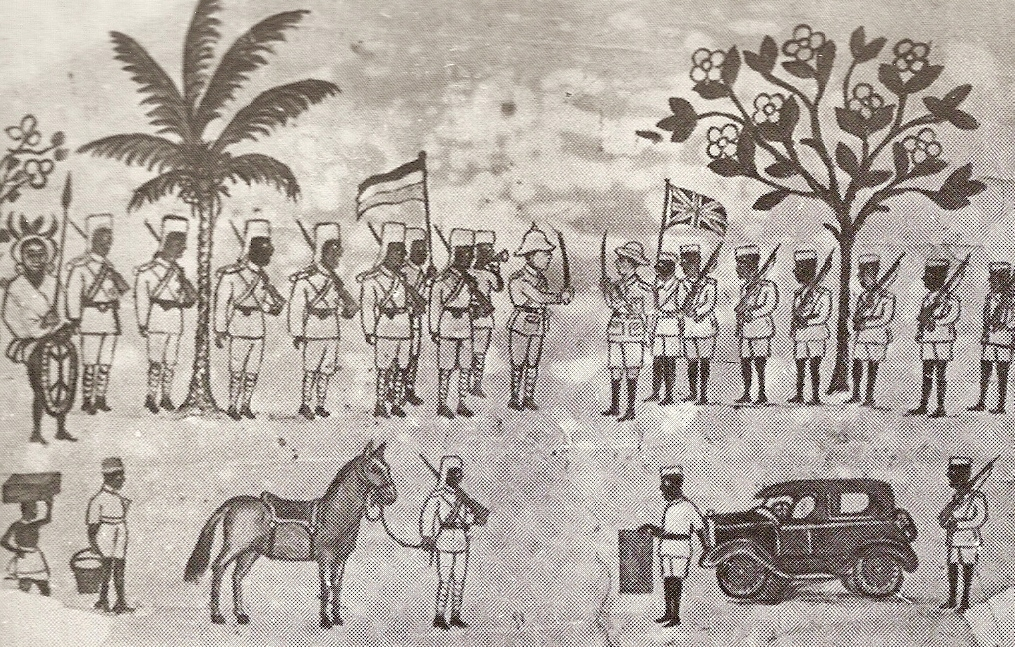
23 novembre : reddition de Lettow-Vorbeck. Dessin contemporain d’un artiste africain anonyme.

- 2 septembre : Lettow-Vorbeck, attaqué par trois bataillons du King’s African Rifles près de Lioma, évite de justesse l’encerclement[6].
- Septembre : la pandémie de grippe espagnole atteint l’AOF[10] et en Afrique de l’Est[10].
- 2 novembre : Lettow-Vorbeck attaque Fife et entre en Rhodésie[6].
- 23 novembre : reddition des troupes allemandes de Lettow-Vorbeck à Abercorn, en Rhodésie du Nord[6].
- 20 décembre : Bamako et Kayes sont érigées en communes mixtes[11].
- 31 décembre : législation du statut de squatter par la Resident Native Ordinance au Kenya[12].

- Création de l’Église luso-africaine au Mozambique (Igreja Episcopal Luso-Africana de Moçambique)[13].

### Amérique
- 10 février : Marco Fidel Suárez est élu président de la Colombie[14].
- 28 mars - 1er avril : émeute de Québec. L’armée fait feu sur les manifestants : quatre sont tués, on compte plusieurs blessés ; la police procède à 58 arrestations. Le gouvernement Robert Borden suspend l’Habeas corpus le 5 avril[15].

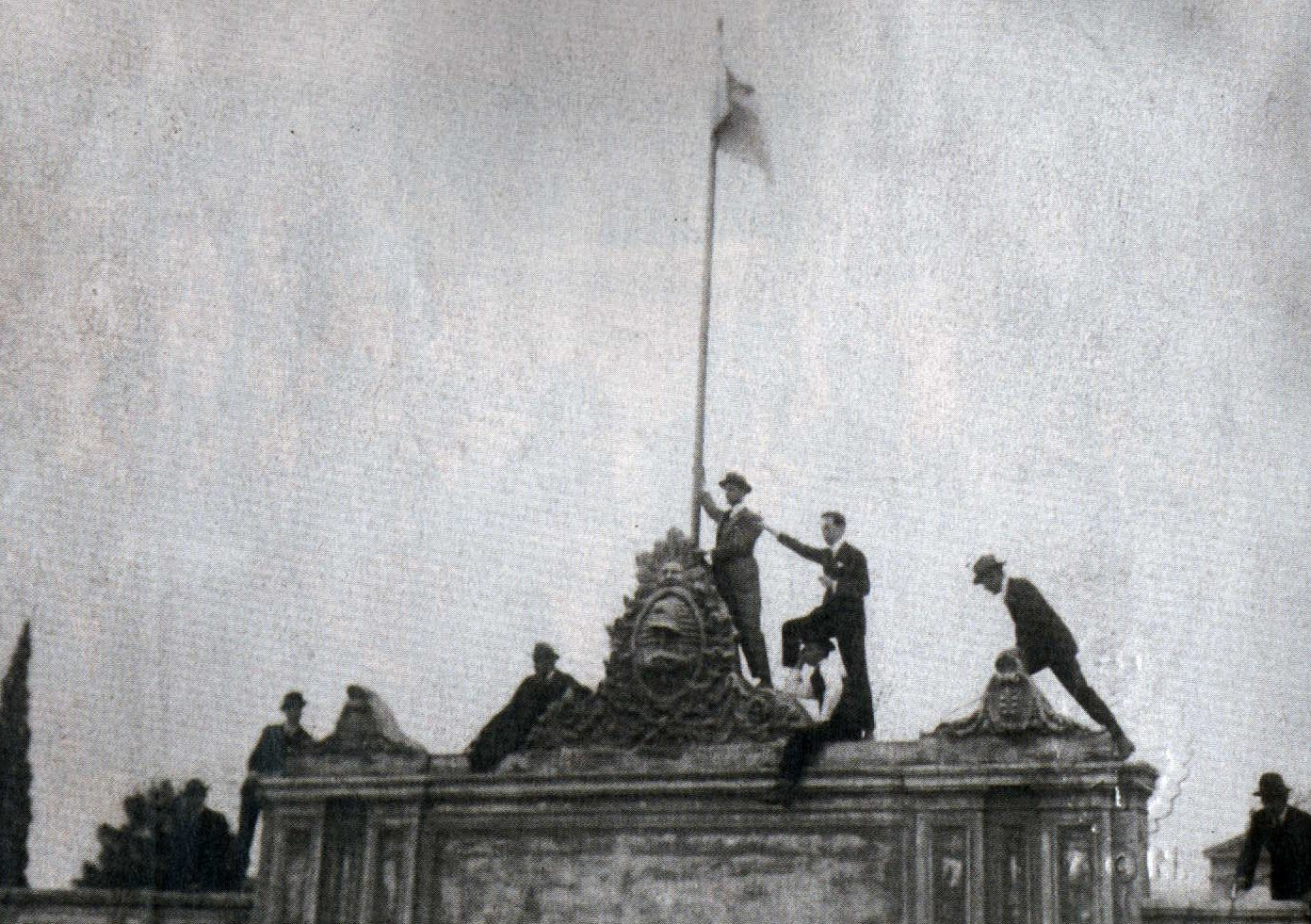
31 mars : Reforma universitaria en Argentine. Des étudiants s’emparent de l’université de Córdoba.

- 31 mars : début d’une révolte étudiante en Argentine. Manifestation de masse à Córdoba[16].
- 11 avril : fondation de la Fédération universitaire d'Argentine[17].
- 12 mai : création à Saltillo de la Confédération régionale ouvrière mexicaine (es) (CROM, Confederación Regional Obrera Mexicana)[18].
- 12 juin : les États-Unis font approuver une Constitution à Haïti lors d’un référendum truqué[19]. Le pays est administré conjointement par les États-Unis et un dictateur fantoche.
- 21 juin : la Fédération universitaire de Córdoba lance un Manifeste qui remet en cause totalement le fonctionnement de l'université en Argentine[20].
- 20 - 31 juillet : le premier congrès de l’Union argentine des étudiants à Córdoba pose les bases de la Réforme universitaire[17].
- 7 octobre : décret du président Hipólito Yrigoyen reprenant presque intégralement le Manifeste de Córdoba pour la réforme de l’université en Argentine[21]. Les dispositions sont appliquées aux autres universités en Argentine, et la réforme se diffuse dans toute l’Amérique latine.
- 18 novembre, Brésil : insurrection anarchiste à Rio de Janeiro[22]. L’état de siège est proclamé par le gouvernement fédéral[23].
- 22 novembre, Chili : marche contre le coût des aliments organisée à Santiago par l'Asamblea Obrera de Alimentación Nacional ; d’autres manifestations suivent le 7 février 1919 et le 29 août 1919[24].

### Asie et Pacifique
- 18-22 février : le soviet de Tachkent réprime l’autonomie du Turkestan russe à Kokand, qui est pillée et dont la population musulmane est massacrée[25]. L’épisode marque le début de la révolte des Basmatchis en Ouzbékistan, mouvement de résistance qui combat les forces soviétiques jusqu’en 1924[26].
- 28 février, Inde : Gandhi prend la tête d’une grève des ouvriers du textile à Ahmedabad, qui débouche le 18 mars sur un compromis avec les industriels[27].
- 15 mars, Inde : premier jeûne se rattachant à une action publique de Gandhi, pour soutenir la grève des ouvriers de filatures d’Ahmedabad[27].
- 22 mars-6 juin, Inde : Gandhi lance une nouvelle campagne de satyagraha pour aider les paysans du district de Kheda au Gujarat dans leur lutte pour obtenir une baisse de l’impôt foncier face à la famine[27].
- Mars : des troupes chinoises franchissent la frontière mongole avec l’autorisation du Bogdo Gegen, sous prétexte de protéger la frontière orientale contre la Russie soviétique[28]. Arrivée de Russes blancs en Mongolie. Mouvement panmongoliste, soutenu par le Japon et dirigé par l’Ataman Semionov[29].

- 5 avril :
- débarquement à Vladivostok de 160 fusiliers marins japonais après l’assassinat de quatre commerçants japonais[30]. Début des opérations de l’armée japonaise en Sibérie contre la Russie soviétique.
- début du règne de Salote Tupou III, reine des Tonga (fin en 1965)[31].
- 30 avril : création de la république socialiste soviétique autonome (RSSA) du Turkestan, rattachée à la république socialiste fédérative soviétique (RSFS) de Russie[32].
- 4 mai : Sun Yat-sen, sous la pression des militaires, démissionne de ses fonctions de chef du gouvernement de Canton[33].
- 18 mai, Indes néerlandaises : première réunion du Volksraad[34].
- 22 juillet - septembre : émeutes du riz ; vague de grèves au Japon dans les grands centres industriels, suivie d’un vaste mouvement d’agitation rurale[35].

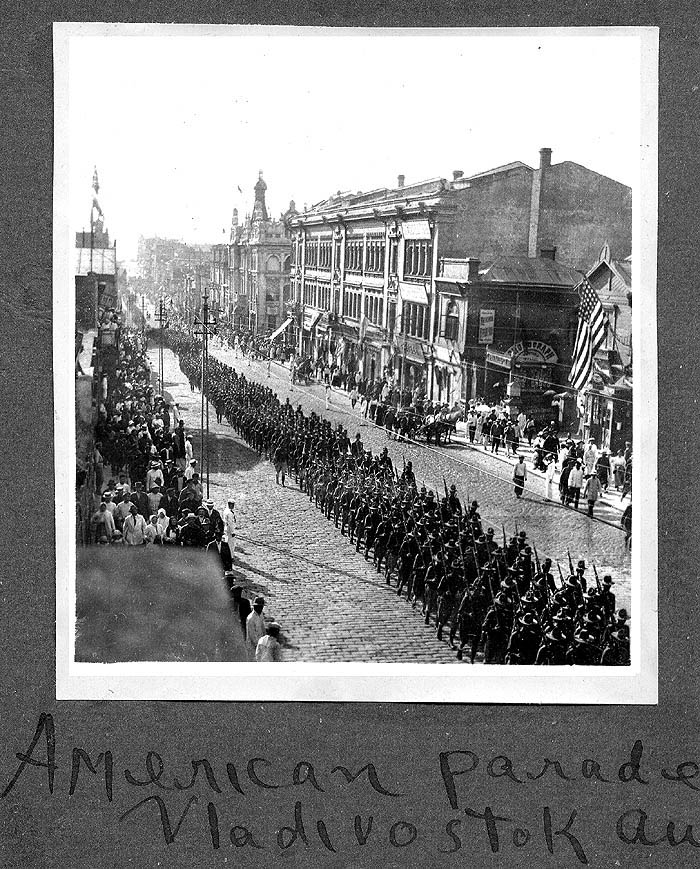
Août : les troupes US paradent à Vladivostok.

- 2-3 août : les forces expéditionnaires alliées débarquent à Vladivostok[36] (Américains, Canadiens, Chinois, Italiens, Français, Tchèques et Japonais).
- 10 août : l’accord de Chamdo, cessez-le-feu dans le conflit armé entre le Tibet et la Chine est conclu avec l’aide des Britanniques. Des efforts sont entrepris pour résoudre le problème tibétain avec la médiation britannique, (août 1919), mais ils ne donnent pas de résultats[37].
- 10 octobre :
- Xu Shichang devient président de la république de Chine à Pékin[33].
- les représentants chinois et tibétains signent un armistice à Rongbatsa qui délimite les frontières orientales du Tibet avec la Chine[37].
- Le Traité de Rongbatsa fixe les frontières entre l'Inde, le Népal, le Tibet et la Chine.
- 13 novembre : une déclaration d’indépendance de la Corée est proclamée par trente-neuf personnalités influentes en Mandchourie. Elle est réaffirmée en 1919 à Séoul lors du mouvement du 1er mars[38].
- 16 novembre, Chine : le gouvernement de Pékin décide d’une trêve dans la guerre civile avec le gouvernement militaire de Canton[33].
- 24 novembre : une mission militaire française d’aéronautique embarque à Marseille pour le Japon. Cinquante militaires atteignent Kobe le 14 janvier 1919[39].
- 6 décembre : loi sur l’université au Japon[40].

### Proche-Orient
- 8-10 janvier : des Abkhazes et des Tatars, appuyés par des hommes de la « Division sauvage », attaquent et pillent les convois militaires russes en gare de Chamkhor, près de Gandzak, faisant plus d’un millier de morts[41].
- 13 janvier : décret du Sovnarkom reconnaissant l’indépendance de l’Arménie « turque » conquise au printemps 1916 par l’armée russe[42].
- 12 février : les Ottomans lancent une offensive dans le Caucase et reprennent Erzincan[43].
- 14 février : Stephen Pichon, ministre français des Affaires étrangères, envoie une lettre officielle à Nahum Sokolow dans laquelle il affirme que « l’entente est complète entre les gouvernements français et britannique en ce qui concerne la question d’un établissement juif en Palestine ». Le 9 mai, c’est au tour du gouvernement italien d’envoyer une lettre à Sokolow, qui parle de la formation « d’un centre national israélite » et mentionne le respect des « droits politiques » des communautés non juives. Le président Wilson ne prend pas position officiellement, mais le 31 août, dans une lettre au rabbin Stephen Wise, il exprime sa satisfaction devant les progrès du mouvement sioniste depuis la déclaration Balfour[44].
- 23 février : première réunion à Tiflis du Seïm, une assemblée régionale réunissant les députés de Transcaucasie[45] ; Nicolas Tcheidze en est élu le président.
- 3 mars : paix séparée entre Lénine et les empires centraux signée à Brest-Litovsk. La Russie évacuera les provinces d’Anatolie orientale pour les restituer à la Turquie. Ardahan, Kars et Batoum seront également évacuées par les troupes russes[46].

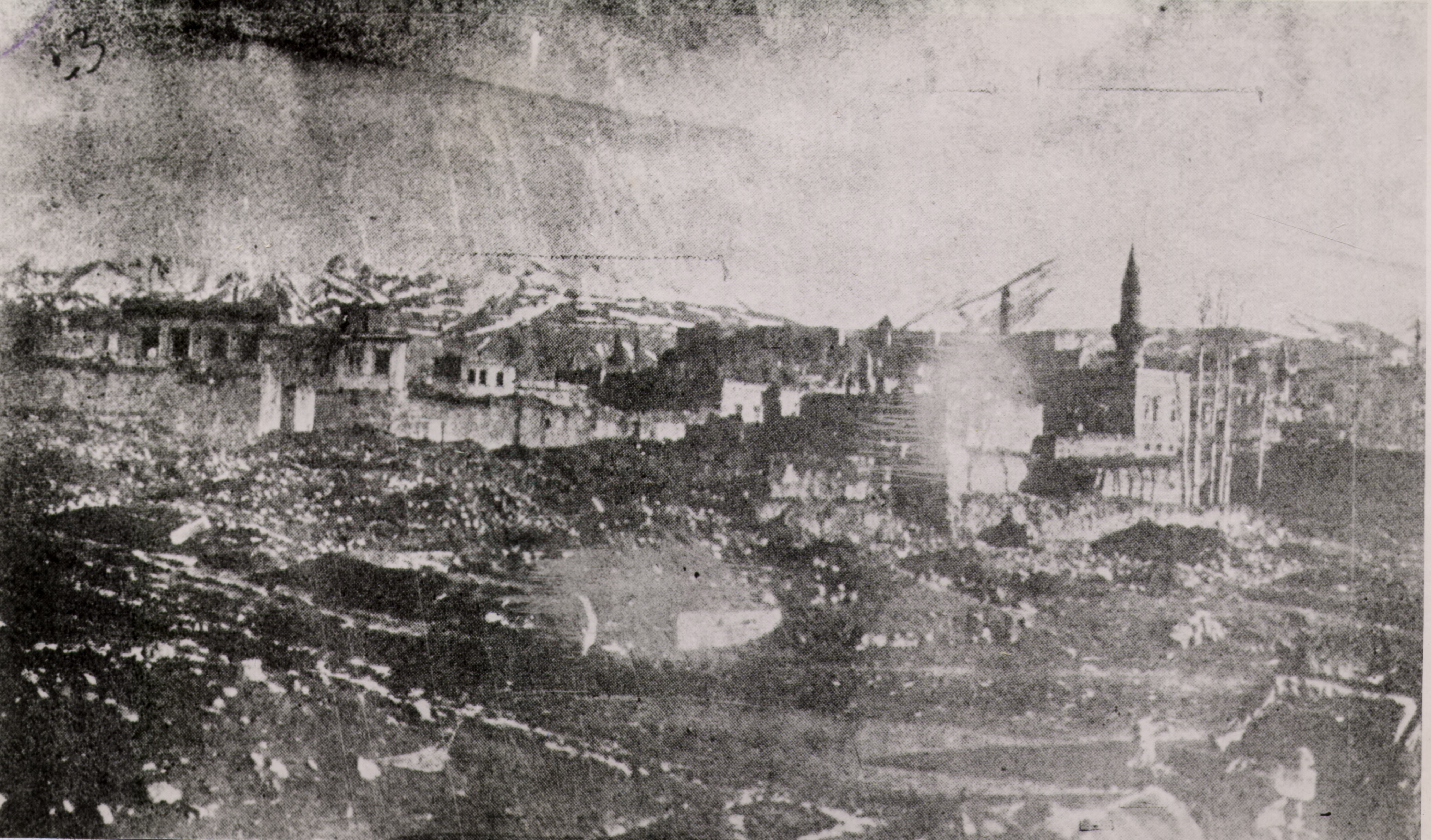
Erzurum après le départ des unités de volontaires arméniens.

- 12 mars : les troupes ottomanes reprennent Erzurum et le 25 mars, elles ont atteint la frontière d’avant-guerre[43]. Les chrétiens qui n’ont pas fui Erzurum sont massacrés. Les troupes arméniennes se replient sur Kars tandis que les irréguliers arméniens qui couvrent leur retraite perpètrent des massacres de civils musulmans[47]
- 14 mars-14 avril : échec de la conférence de paix de Trébizonde entre la Transcaucasie et la Turquie[48]. La délégation transcaucasienne présidée par le Géorgien Tchenkeli refuse de reconnaître le traité de Brest-Litovsk.

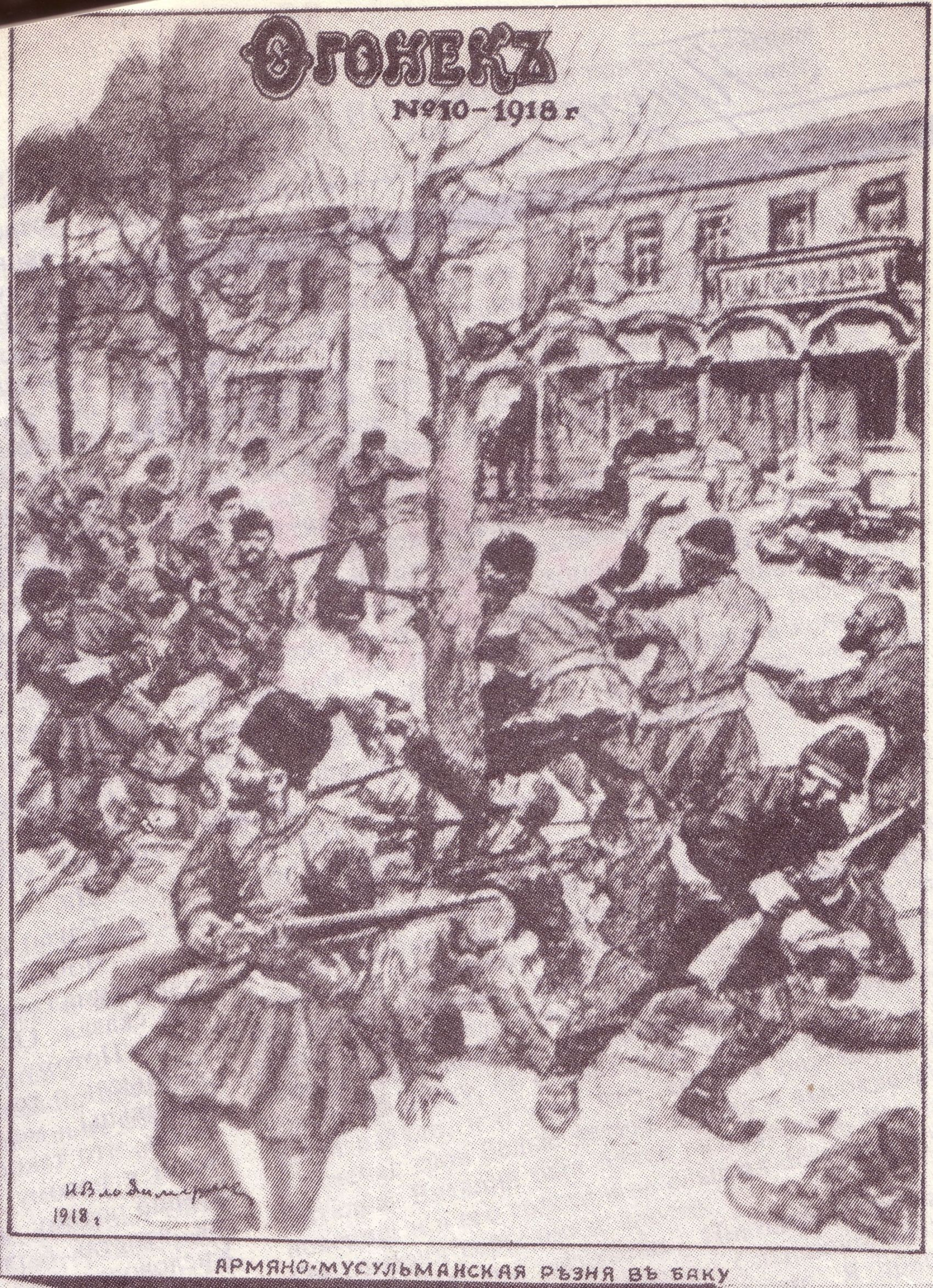
« massacres des musulmans à Bakou ». Couverture de l’hebdomadaire russe Ogonyokde mars 1918.

- 30 mars-2 avril : évènements de mars ; de 3 000 à 12 000 personnes, majoritairement des Azéris, sont massacrés à Bakou et aux alentours par des Arméniens radicaux et les troupes bolchevique[49],[50].
- 3 avril : les troupes ottomanes sont à Sarıkamış, le 6 à Van, le 14 à Batoum[43].
- 14 avril : le Seïm de Transcaucasie déclare la guerre à la Turquie[45].
- 22 avril : proclamation par le Seïm de la république fédérative démocratique de Transcaucasie, qui rompt tous liens avec la Russie[45]. Elle éclate le 26 mai quand la Géorgie proclame son indépendance.
- 25 avril : la garnison arménienne de Kars abandonne la place aux Turcs[43].
- 11 mai : les négociations de paix reprennent à Batoum, entre l’Empire ottoman et la république de Transcaucasie[51].
- 21 - 28 mai : après trois batailles (Karakilissé, Bach Abaran et Sardarabad), les forces arméniennes bloquent l’avance turque sur Erevan[52].

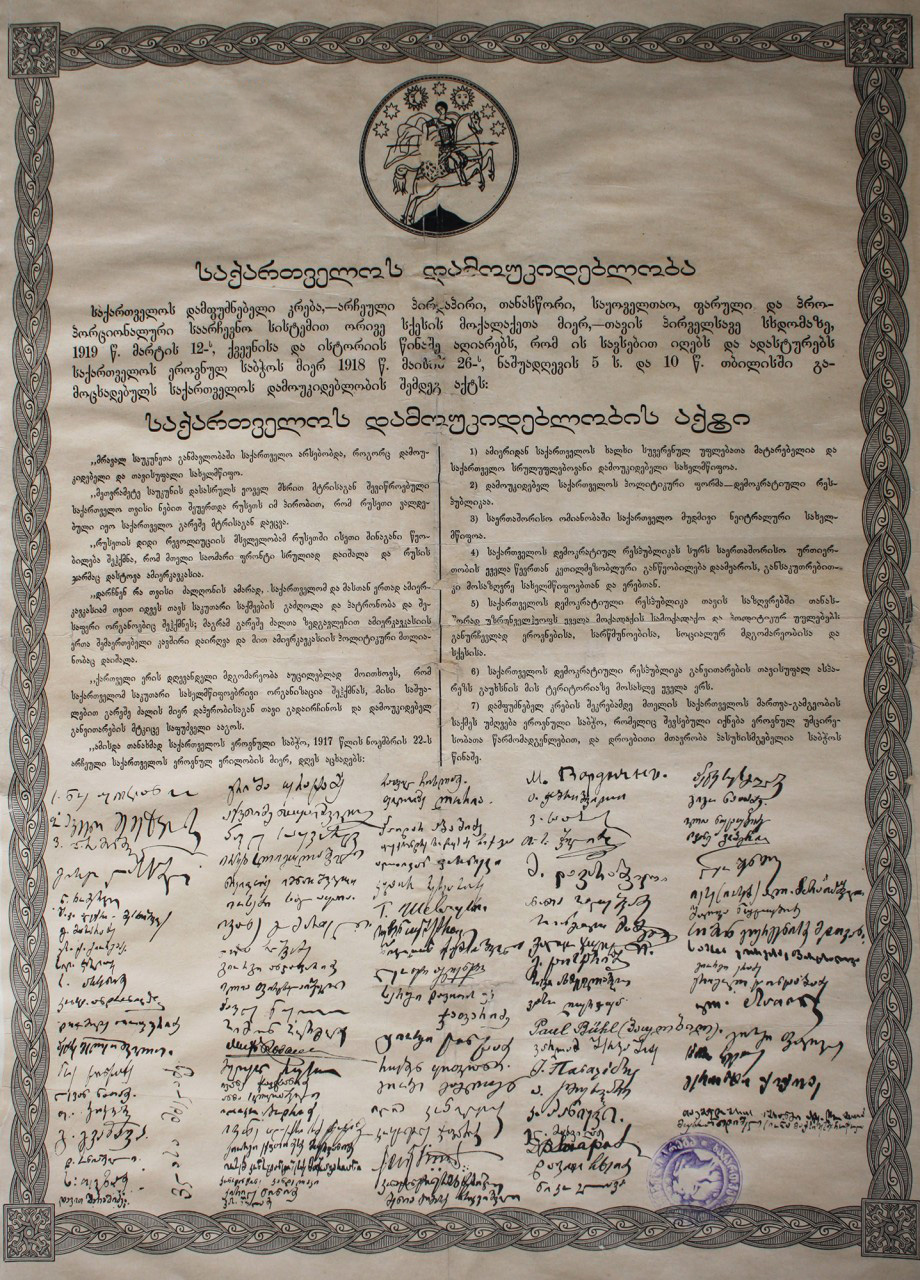
26 mai : la Géorgie proclame son indépendance.

- 26 mai : la Géorgie proclame son indépendance[46].
- 27 mai : proclamation de la république démocratique d’Azerbaïdjan[46]. Le pays est occupé par l’Armée rouge en 1920.
- 28 mai :
  - les Arméniens, au préalable sous la domination tsariste, proclament leur indépendance, fondant la république autonome d’Arménie, reconnue par les Alliés en 1920[46]. 450 000 Arméniens se sont réfugiés dans l’Arménie indépendante, réduite à 9 000 km2. Ils s’ajoutent au 310 000 habitants (230 000 Arméniens, 80 000 musulmans). 40 000 réfugiés se trouvent dans la seule ville d’Erevan. La famine, le choléra et le typhus font plus de 180 000 victimes dans les six premiers mois.
  - accords préliminaires de Poti ; l’Allemagne prend la Géorgie sous sa protection en échange du droit d’utiliser les chemins de fer géorgiens pour le transport de ses troupes. Un traité définitif est signé à Berlin le 15 août[53]. Un corps expéditionnaire allemand venant de Crimée sous le commandement du Major Général Kress von Kressenstein débarque le 8 juin à Poti et rejoint Tbilissi le 10 juin[54].

- 4 juin : l’Empire ottoman signe à Batoum trois traités de paix séparés avec les républiques d’Arménie, de Géorgie et d’Azerbaïdjan. Seul le général arménien Andranik refuse de reconnaître le traité et résiste dans les montagnes du Karabakh et du Zankézour d’où il harcèle les Turcs jusqu’à l’armistice de Moudros[55].
- 30 juin : formation d’un ministère à prépondérance dachnak sous la présidence de Hovannès Katchaznouni en Arménie[56].
- 3 juillet : début du sultanat ottoman de Mehmed VI Vahideddin (fin en 1922)[57].
- 26 juillet : le pouvoir à Bakou est transféré du soviet local à une « dictature centrocaspienne » formée de SR de droite, de Dashnaks et des Mencheviks[58].
- 5-16 août : un corps expéditionnaire britannique, la « Dunsterforce », débarque à Bakou à l’appel du Conseil national arménien alors que la ville est menacée par les Turcs ; le 17, il occupe la ville[58].
- 20 août : Mustapha Kemal prend la tête de l’armée turque sur le front de Palestine[59].
- 14 septembre : les Britanniques doivent se retirer de Bakou. La population arménienne est massacrée. Les Turcs de Nouri Pacha entrent dans la ville le 16 septembre[60].

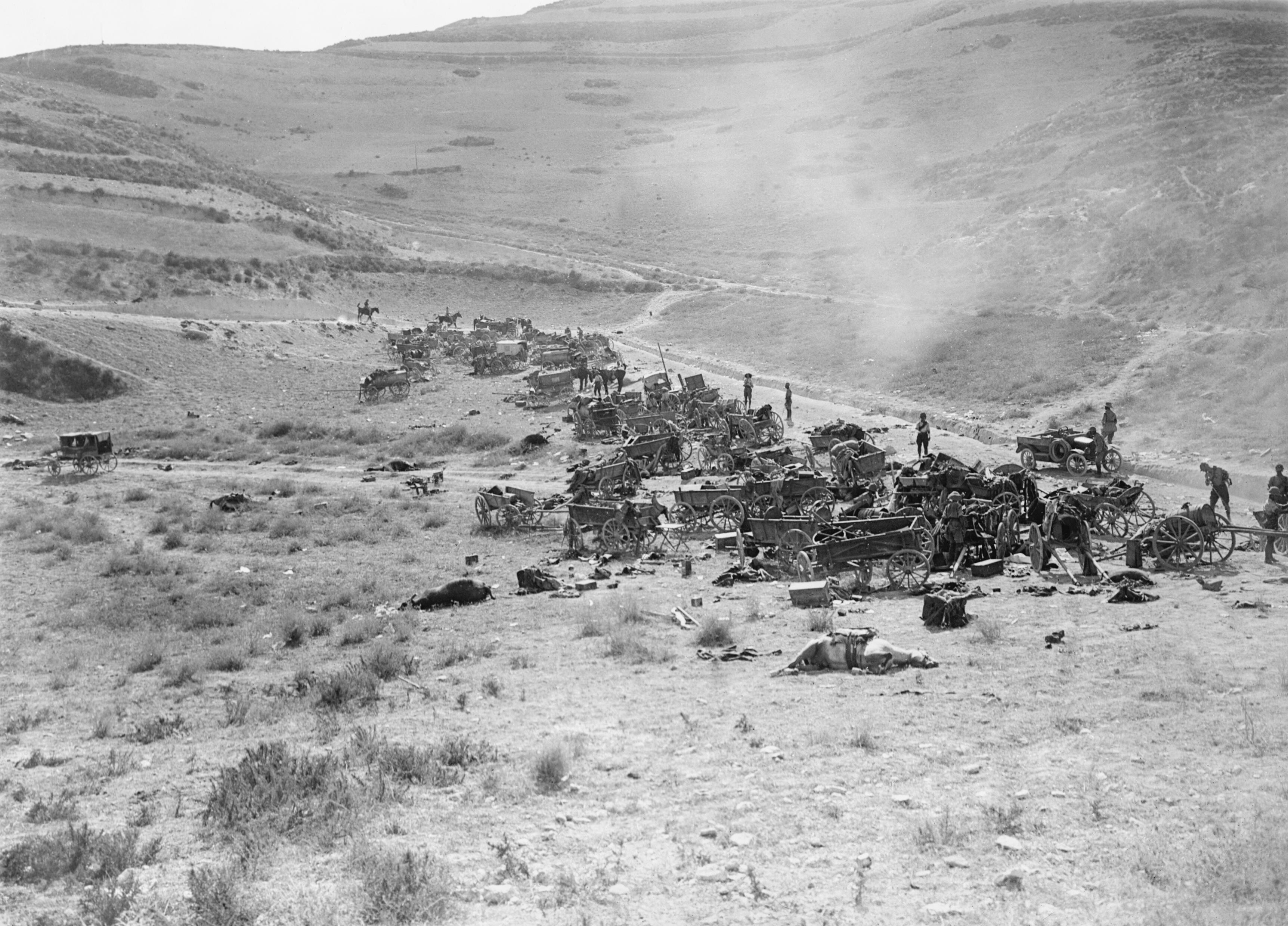
Convois turcs détruit pendant la bataille de Megiddo.

- 19 septembre : victoire d’Allenby à la bataille de Megiddo. La Palestine passe sous contrôle britannique après la prise de Haïfa, Acre et Es Salt le 23 septembre[61].
- 25 septembre : prise d’Amman par les Britanniques qui contrôlent ainsi le chemin de fer du Hedjaz[61].
- 27 septembre : prise de Deraa par les Britanniques[61].
- 30 septembre : Français et Britanniques signent un nouvel accord interprétatif de l’accord Sykes-Picot, qui reconnaît l’existence d’une zone d’influence française en Syrie mais établit l'unité du commandement allié sous le commandement d’Allenby[62].

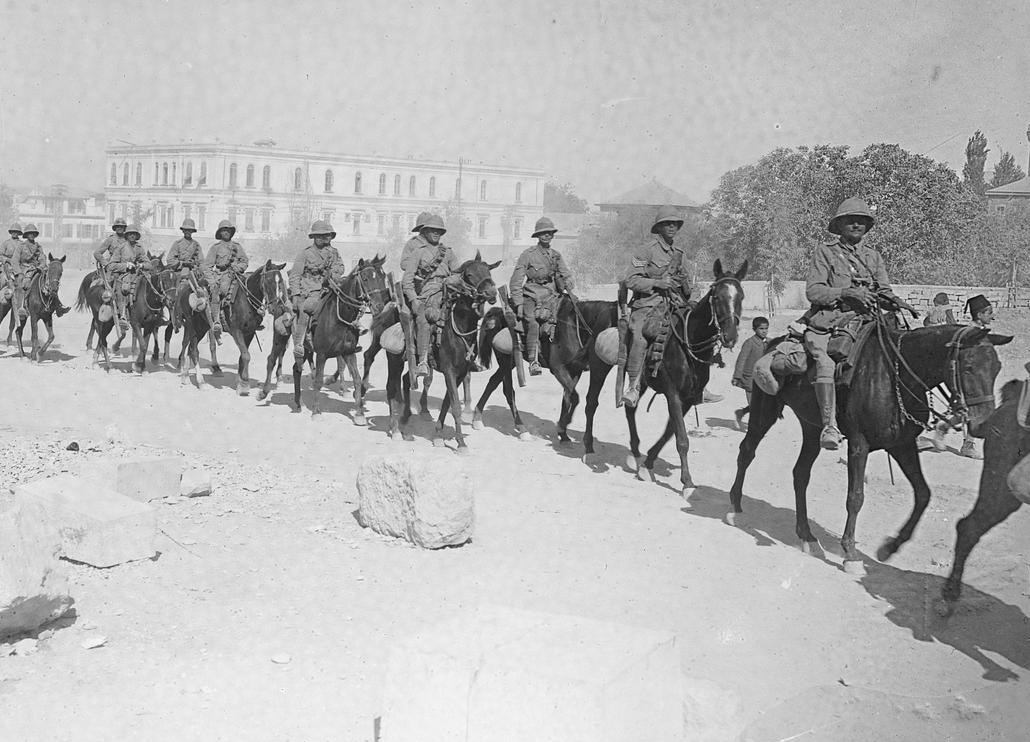
2 octobre : les troupes du lieutenant général Harry Chauvel traversent Damas.

- 3 octobre : précédé par les Arabes (Lawrence et Fayçal le 1er octobre), Allenby entre dans Damas[63]. Il partage les régions syro-palestiniennes en trois zones militaires sous son autorité ; britannique (Palestine), arabe (de Damas à Alexandrette) et française (Liban)[64].
- 5 octobre, Syrie : Fayçal, au nom du sultan Hussein, installe un « gouvernement constitutionnel indépendant » arabe à Damas, présidé par Ali Rida Rikabi, qui entend avoir autorité sur l’ensemble de la région[64]. La tension s’installe entre Français et Arabes.
- 7 octobre : la division navale de Syrie, commandée par le contre-amiral Varney, pénètre dans la rade de Beyrouth où la rejoint le lendemain le général Bulfin, commandant le 21e corps britannique puis le détachement français du colonel de Piépape, nommé par Allenby gouverneur militaire de la ville[65]. Le 13 novembre, la France prend position à Alexandrette, Tripoli et Lattaquieh[66].
- 8 octobre : démission du gouvernement Jeune-Turc de Talaat Pacha. Ahmed Izzet Pacha devient grand vizir ottoman le 14 octobre et charge immédiatement le général Townshend, capturé à Kut en 1916, de porter à l’amiral Cathorpe, commandant de l’escadre britannique en Égée, une demande d’armistice ; les négociations s’ouvrent dans la rade de Moudros le 26 octobre[67].
- 25 octobre : chute d’Alep[68].
- 30 octobre : signature de la convention de Moudros qui démobilise immédiatement l’armée ottomane[46]. Confiscation de la flotte, reddition des forces actives dans les régions arabes et évacuation de la Transcaucasie. La circulation dans les Détroits est libre et la région est occupée par les Alliés. Tous les moyens de communications ottomans sont rendus libres d’utilisation aux Alliés. L’article 7 permet aux vainqueurs d’occuper certains points stratégiques de leur choix.
- 1er novembre : les principaux dirigeants de l’Empire ottoman (Jamal Pacha, Talaat Pacha, Enver Pacha) s’enfuient en Allemagne. Le CUP s’autodissout et laisse les responsabilités politiques à l’Entente libérale[69].
- 4 novembre : Mossoul est occupée par les Britanniques en dépit de l’accord Sykes-Picot[70].
- 7 novembre : le Royaume-Uni obtient de la France qu’elle signe une déclaration commune affirmant que le but des Alliés en Orient est « l’établissement de gouvernements et d’administrations indigènes » que les populations arabes « se seront librement données »[63].

- 13 novembre :

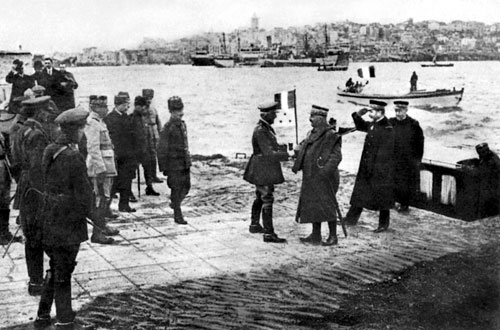
13 novembre : les Alliés occupent Constantinople.

  - les forces alliées occupent Constantinople[69] (fin le 23 septembre 1923).
  - en Égypte, les nationalistes, dirigés par Saad Zaghlul forment une délégation (en arabe, Wafd) qui rencontre le haut-commissaire britannique en Égypte, sir Reginald Wingate, qui refuse d’entendre leurs revendications et affirme que le Royaume-Uni doit maintenir sa souveraineté sur le pays[71].
- 28 novembre : les troupes anglo-françaises du Levant, renforcées de trois bataillons arméniens, débarquent à Alexandrette, dans le but de créer en Cilicie un foyer national arménien sous la protection de la France. Répondant à l’appel du haut-commissaire Georges-Picot, 150 000 Arméniens émigrés en Syrie et en Mésopotamie viennent s’installer dans la région[72].
- 2-4 décembre : Clemenceau et Lloyd George se rencontrent à la conférence de Londres et s’entendent pour un nouveau partage des responsabilités au Proche-Orient. La France accepte que la Palestine ne soit pas internationalisée et passe sous l’influence du Royaume-Uni. Elle lui cède également la région de Mossoul, mais en échange obtient une participation à l’exploitation du pétrole de Mésopotamie. Clemenceau reste ferme sur la présence française en Syrie[62],[70].
  - Les Britanniques organisent en Mésopotamie une consultation populaire dont les questions sont clairement dirigées en faveur de la constitution d’un État arabe sous contrôle britannique et dirigé par un émir. Dans le sud, sous l’influence des notables religieux chiites, la présence britannique est refusée et les populations réclament un État arabe s’étendant de Mossoul à Bassorah et dirigé par un roi arabe musulman. Les populations sunnites, essentiellement urbaines, revendiquent un État arabe qui pourrait être inclus dans une confédération régionale.
- 7 décembre : les troupes françaises, accompagnées de bataillons de volontaires arméniens, occupent Antioche, puis Mersin le 17 décembre. Deux jours plus tard, elles sont à Tarse, et après un court engagement à Dörtyol le même jour, elles établissent leur quartier général à Adana le 20 décembre. Le 27 décembre, elles achèvent la conquête de la Cilicie en prenant la position stratégique de Pozantı sur le défilé de Gülek. En octobre et novembre 1919, Français et Arméniens occupent Adana, puis Marach, Antep (Gaziantep) et Urfa (Şanliurfa) pour relever les Britanniques, ce qui provoque des frictions entre la population musulmane et les Arméniens sous uniforme français[73].
- 13 décembre : les Britanniques occupent al-Hodeïda (fin en janvier 1921)[74] ; début décembre, l’imam Yahyâ entre à Sanaa après l’annonce du départ de l’armée turque. Le Yémen retrouve son indépendance[75].
- 21 décembre : dissolution du Parlement ottoman[76].

### Europe

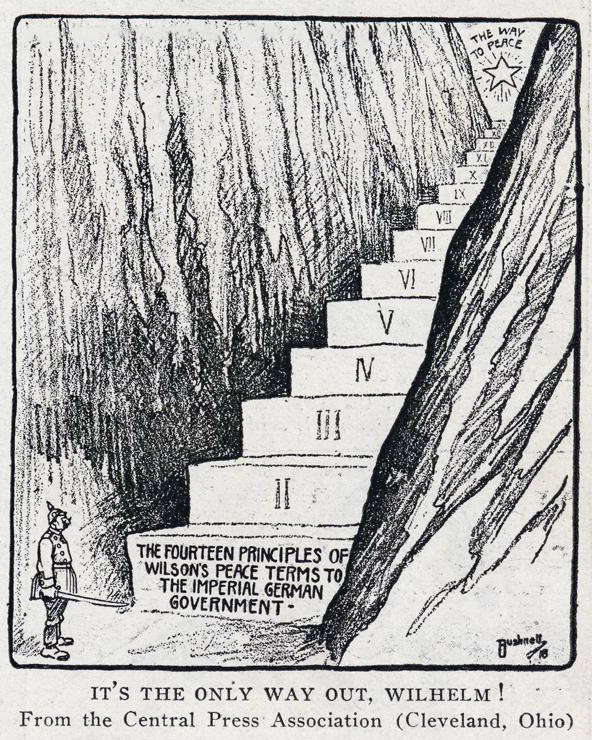
Dessin de Bushnell montrant le Kaiser considérant les Quatorze points de Wilson.

- 8 janvier : le président Wilson annonce son programme de paix en « Quatorze points »[77] : souveraineté de la Belgique, libération de la France, développement autonome des peuples de l’Autriche-Hongrie, création d’une Société des Nations. Il vise à transposer la démocratie libérale à l’échelle internationale et à asseoir l’expansion commerciale sur un ordre international mutuellement consenti.
- 27-28 janvier : dans la nuit, les Gardes rouges s’emparent d’Helsinki et établissent un gouvernement révolutionnaire. Début de la guerre civile finlandaise (fin le 16 mai)[78].
- 31 janvier-1er février : deux sous-marins de la Royal Navy sont coulés et trois autres ainsi qu’un croiseur léger sont endommagés lors de la bataille de l’île de May[79].
- 6 février : Representation of the People Act ; suffrage universel pour les hommes (21 ans) et les femmes (30 ans) au Royaume-Uni[80].
- 9 février : paix séparée signé à Brest-Litovsk entre l’Allemagne et le gouvernement ukrainien de Kiev[81]. L’opinion polonaise rompt avec les Empires centraux lorsque ceux-ci attribuent à l’Ukraine indépendante le pays de Chełm[82]. Les légions du général Józef Haller, qui combattent aux côtés des Austro-Allemands, se mettent à déserter. Haller réussit à gagner la France. Il reçoit le 4 octobre le commandement en chef de l’armée de volontaires, formée par le Comité national polonais, qui combat sur le front français[83].
- 11 février (29 janvier du calendrier julien) : gouvernement Alexandru Averescu en Roumanie (fin le 18 mars)[84].

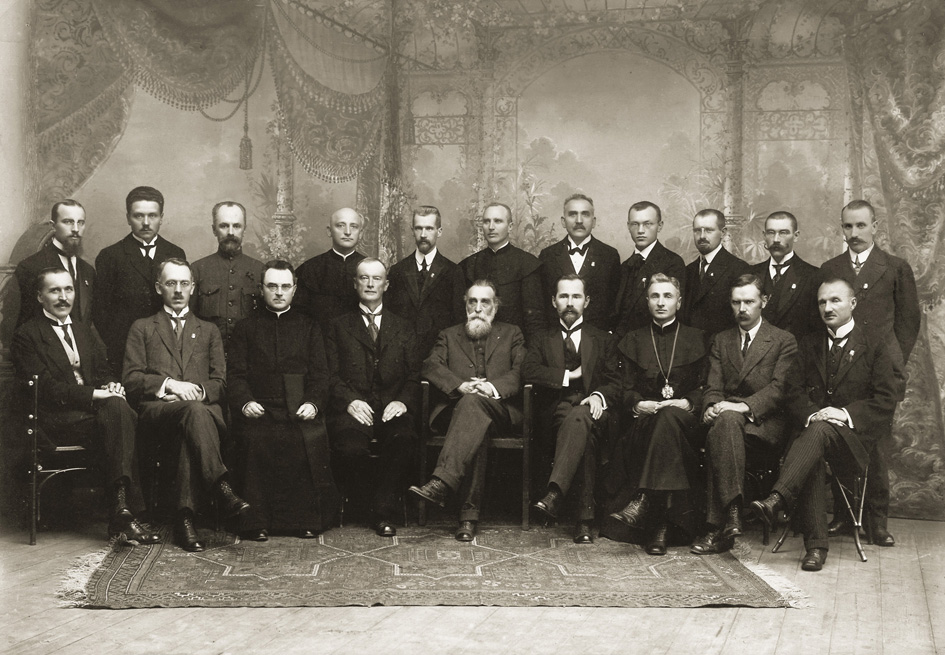
Les vingt membres du Conseil de la Lituanie après la signature de l’acte d’indépendance, le 16 février 1918

- 16 février : déclaration d’indépendance de la Lituanie[85], reconnue par le traité de Versailles en 1919.
- 24 février : déclaration d’indépendance de l’Estonie[85]. Le gouvernement bolchevique est chassé par les Allemands.
- 28 février : échec de la négociation Armand-Revertera[86].
- 3 mars : paix séparée entre Lénine et les Empires centraux signée à Brest-Litovsk[77]. La Russie soviétique abandonne la Pologne russe, la Lituanie, la Courlande. Elle s’engage à évacuer la Livonie, l’Estonie, à reconnaître l’indépendance de la Finlande et de l’Ukraine.
- 5 mars (20 février du calendrier julien) : le Royaume de Roumanie signe un traité de paix préliminaire avec les puissances centrales à Buftea[87].
- 7 mars : traité de paix signé à Berlin entre l’Allemagne et la Finlande[88].
- 18 mars : gouvernement Alexandru Marghiloman (germanophile) en Roumanie (fin le 6 novembre)[84].

- 21 mars-18 juillet : grande bataille de France. Offensive allemande contre les Français et les Britanniques en Picardie, entre Arras et la Fère-en-Tardenois[87] (Luddendorff et Hindenburg).
- 23 mars : Paris est bombardée jusqu’au 9 août par les Pariser Kanonen (et non la Grosse Bertha)[89].
- 25 mars, Minsk : la Biélorussie est proclamée indépendante pour la première fois. Mise en place de la République populaire biélorusse[90].
- 26 mars : conférence de Doullens entre le maréchal Haig et les généraux Wilson et Foch, qui prépare la conférence d’Abbeville[91].
- 28 mars : le général Pershing met les forces américaines à la disposition de Foch[92]. Plus de deux millions de soldats américains sont envoyés en Europe à partir d’avril (50 000 victimes). Ce renfort continu (200 000 hommes par mois) renverse l’équilibre au profit de l’Entente.
- 1er avril : création de la Royal Air Force (RAF), fusion des Royal Flying Corps et du Royal Naval Air Service[93].
- 2 avril, affaire Sixte : incident provoqué par Czernin, ministre des affaires étrangères Austro-hongrois entre l’empereur Charles Ier d’Autriche à Vienne et Clemenceau, premier ministre Français. Les Français révèlent les contacts secrets de Charles via le prince Sixte[94].
- 3 avril : la division allemande de la Baltique, dirigée par le général Rüdiger von der Goltz débarque à Hanko en Finlande et marche sur Helsinki[95].
- 4 avril : coup d’arrêt porté à l’avancée allemande vers l'’ouest à Villers-Bretonneux par les troupes australiennes. Les forces allemandes de Ludendorff cessent leur offensive en Picardie sans succès[96].

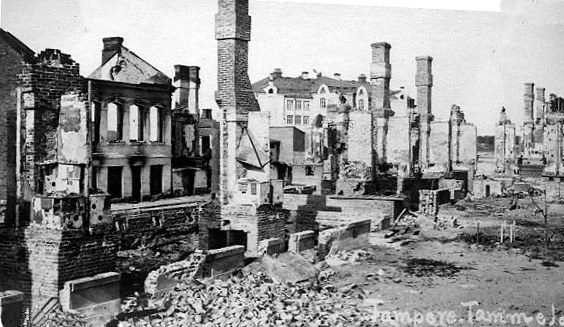
Tampere détruite par la guerre civile.

- 5-6 avril, guerre civile finlandaise : le général de la Garde blanche Carl Gustaf Emil Mannerheim défait les Gardes rouges à la bataille de Tampere[97].
- 8 avril : le Congrès des nationalités de l’Autriche-Hongrie est ouvert à Rome[98]. Celles-ci proclament leur volonté d’indépendance. Les États-Unis donnent leur accord au démantèlement de l’Autriche-Hongrie à la fin mai, suivi par le Conseil militaire de l’Entente, qui inclut aux buts de guerre la création de la Pologne, de la Tchécoslovaquie et d’un État des Slaves du Sud (Yougo-slavie).
- 9 avril :
  - offensive allemande en Flandre vers Hazebrouck[99]. Bataille de la Lys, fatale au corps expéditionnaire portugais, dont les survivants sont enrôlés dans l’armée britannique[100] (fin le 29 avril).
  - le Parlement de Bessarabie vote le rattachement à la Roumanie[101].
- 13 avril, Guerre civile finlandaise : les troupes allemandes (Mannerheim) s’emparent d’Helsingfors (Helsinki), occupée par les bolcheviks depuis le 28 janvier[78].
- 14 avril : Foch est nommé commandant en chef des armées alliées[102].
- 17 avril : victoire belge à la bataille de Merckem[103].
- 22-23 avril : raids britanniques sur Zeebruges et Ostende[104].
- 24 avril : premier affrontements entre chars de combat de l'Histoire à Villers-Bretonneux[105].
- 28 avril : élections présidentielles directe, sénatoriales et législatives au Portugal, remportées par le dictateur Sidónio Pais et son parti nationaliste républicain (Partido Nacional Republicano) regroupant les républicains de droite, créé pour l’occasion le 30 mars[106].
- 1er-2 mai : deuxième conférence d’Abbeville. Foch réclame l’autorité sur le front italien mais n’obtient qu’un pouvoir de coordination[91].

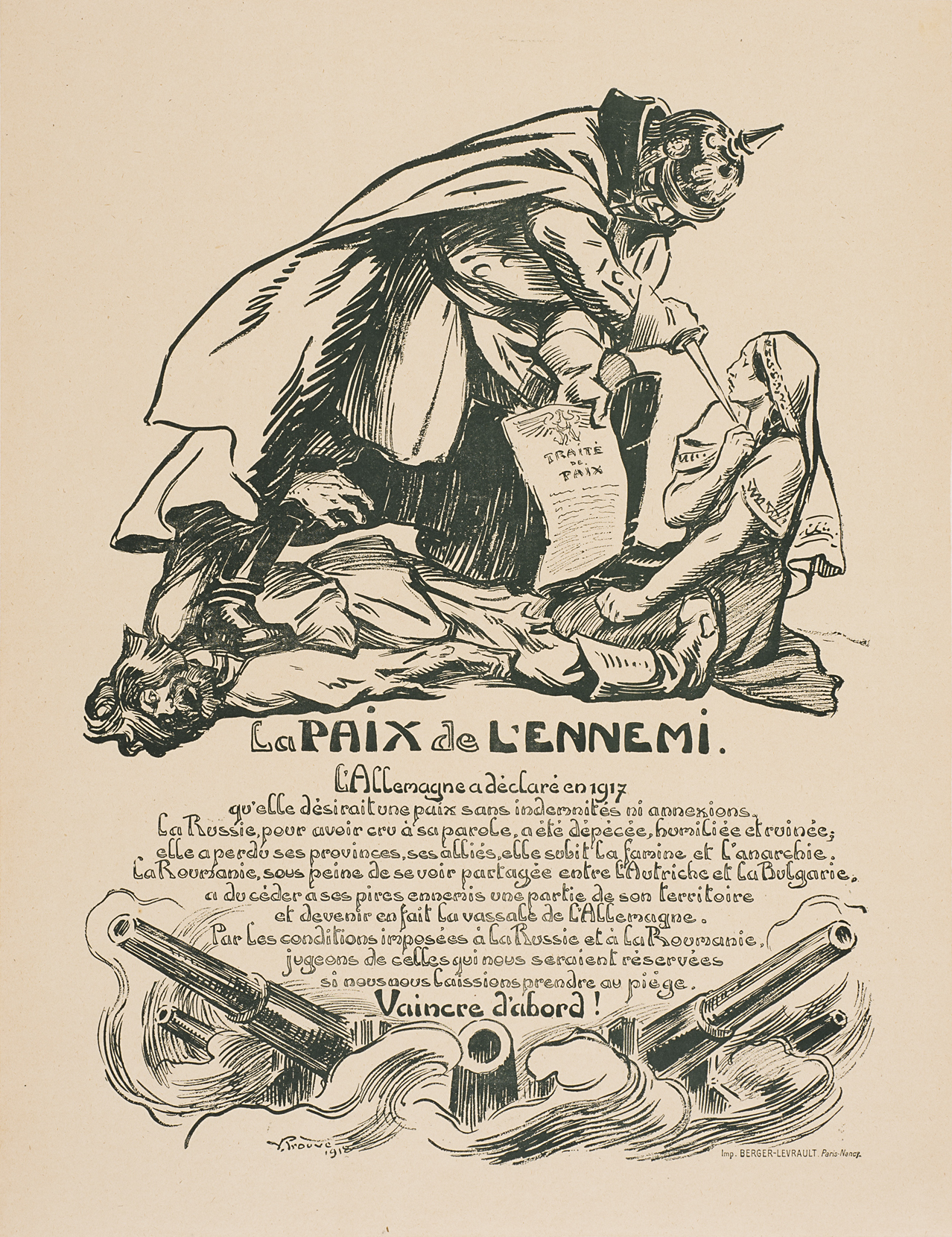
7 mai : traité de Bucarest, paix entre le Royaume de Roumanie et l’Empire allemand, vu par une caricature française

- 7 mai : traité de paix de Bucarest. La Roumanie cède la Dobroudja à la Bulgarie et une partie des Carpates à la Hongrie. Elle reçoit la Bessarabie au détriment de la Russie[98].
- 9-10 mai : second raid sur Ostende[104].
- 27 mai : bataille de l’Aisne. Offensive allemande du Chemin des Dames (fin le 11 juin)[99].
- 28 mai : contre-offensive alliée en Picardie ; la première division américaine enlève le village de Cantigny[107].
- 30 mai :
  - victoire franco-grecque sur les Bulgares à la bataille de Skra-di-Legen[108].
  - les troupes Allemandes atteignent la Marne à Château-Thierry[109]. Neuf obus sont lancés sur Paris.
  - accord de Pittsburgh signé par Tomáš Masaryk avec des émigrants slovaques aux États-Unis, garantissant à la Slovaquie un statut autonome dans la future Tchécoslovaquie[110].
- 6 - 26 juin : bataille du bois Belleau[111].
- 9-13 juin : bataille du Matz ; offensive allemande entre Montdidier et Noyon vers Compiègne[112].
- 14 juin : plan Lely d’assèchement du Zuiderzee[113].
- 15 juin : début de la bataille du Piave[112]. Offensive de l’Autriche en Vénétie durant l’été. Les troupes italiennes reprennent leurs positions entre la Vénétie et la Piave le 8 juillet.
- 20 juin : grève aux ateliers des chemins de fer de l’État à Budapest ; famine en Cisleithanie vers le mois de juin[114].
- 4 juillet : victoire des troupes américaines et australiennes sur les Allemands à la bataille du Hamel[115].
- 15 juillet : offensive allemande en Champagne. Début de la  seconde bataille de la Marne[99].
- 18 juillet : bataille de Château-Thierry, dans le cadre de la seconde bataille de la Marne[109]. Début de la grande contre-offensive alliée. Les Alliés (Français et Américains) obligent les troupes Allemandes à se replier au nord de la Marne. Les Allemands doivent renoncer à l’offensive prévue dans les Flandres.
- Juillet : première liaison aérienne entre Cranwell (Royaume-Uni) et Le Caire via Paris et Rome[116].

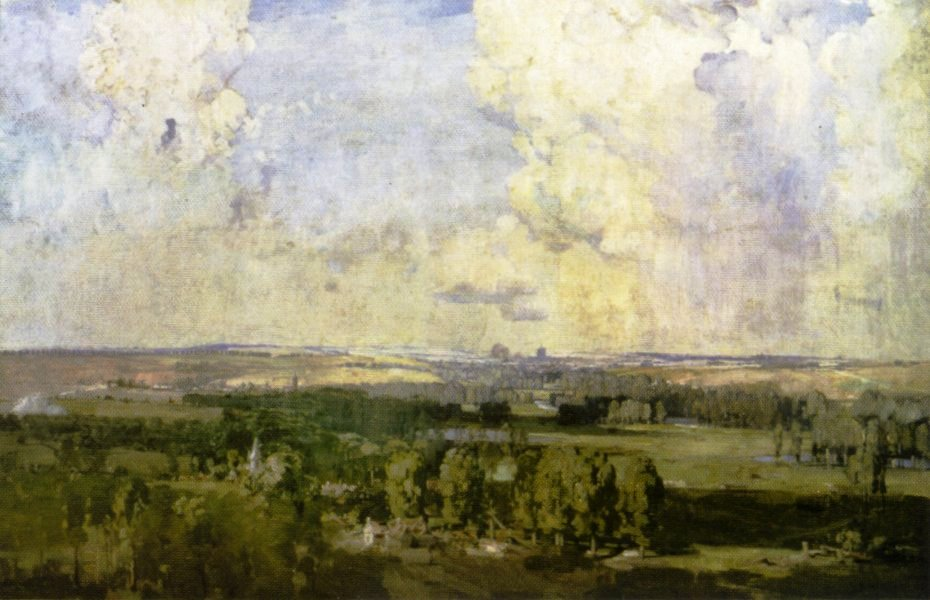
8 août : bataille d’Amiens, La clef de l'Ouest, toile de Arthur Streeton

- 8 août : offensive alliée dans le Santerre, en Picardie[112]. Début de l'offensive des Cent-Jours (fin le 11 novembre). Bataille d’Amiens[99].
- 21 août : deuxième bataille de Bapaume[117].
- 31 août-3 septembre : les Australiens prennent le mont Saint-Quentin. victoire des alliés sur la Somme[117].
- Août : début de la seconde vague de l’épidémie de grippe espagnole, qui va faire plus de 20 millions de morts (fin en 1920). Elle se déclenche simultanément à Brest (France), Freetown (Sierra Leone) et Boston (États-Unis)[118].
- 9 septembre : Charles Ruijs de Beerenbrouck, catholique, Premier ministre aux Pays-Bas[119].
- 15 septembre : offensive alliée à Salonique. Défaite bulgare à la bataille de Dobro Polje[120]. Les forces franco-serbes de Franchet d’Esperey percent le front de Macédoine et marchent vers la Hongrie. Elles entrent à Belgrade le 3 novembre.
- 18 septembre :
  - début de la bataille de la ligne Hindenburg[121]. Victoire alliée.
  - la Belgique repousse l’offre de paix séparée de l’Allemagne[122].
- 18-19 septembre : victoire bulgare à la bataille de Doiran[123].

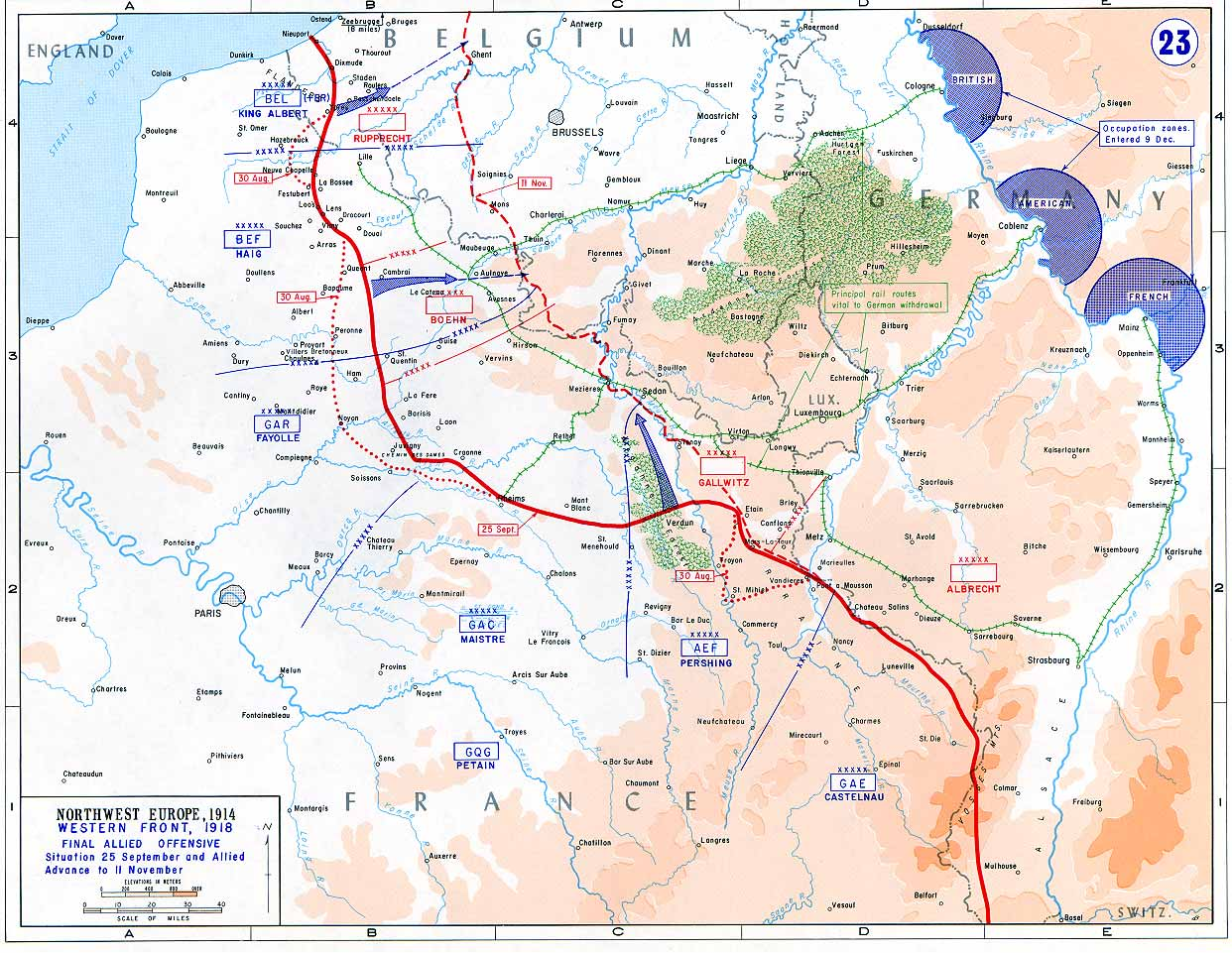
Le front de l’ouest le 25 septembre

- 26 septembre : Foch lance une vaste offensive convergente en Lorraine en direction de Mézières et en Belgique vers Bruges[99].
- 27 septembre - 1er octobre : bataille du Canal du Nord. La ligne de Hindenburg est brisée[124].
- 29 septembre :
  - réunion à Spa du gouvernement, du haut commandement et de l’empereur d’Allemagne : les généraux, confrontés à l’épuisement de l’armée, suggèrent de demander l’armistice sur la base des Quatorze points de Wilson[125].
  - prise d’Uskub, capitulation de la XIe armée germano-bulgare, encerclée dans la région de Kalkandelen[126]. L’état-major bulgare demande un armistice à la suite de l’offensive de l’armée française d’Orient (Louis Franchet d’Espèrey) en Bulgarie[112].
- 3 octobre : le prince héritier Maximilien de Bade forme un nouveau gouvernement en Allemagne. La demande d’armistice est adressée aux États-Unis dans la soirée[112].
- 4 octobre : le socialiste Victor Adler fait voter au Reichsrat de Vienne une résolution qui reconnaît à tous les peuples de l’empire austro-hongrois le droit à l’autodétermination[127].
- 5 octobre, Allemagne : discours du chancelier Maximilien de Bade devant le Reichstag[128]. Il annonce l’instauration d’un régime parlementaire (Réforme d’octobre)[129].
- 5 - 6 octobre : le dirigeant slovène Anton Korošec et le serbe Svetozar Pribićević forment à Zagreb un Comité national des Slovènes, Croates et Serbes reconnu par tous les Slaves de la monarchie austro-hongroise. Le 29 octobre, ils proclament la cessation des liens politiques avec l’Autriche[130]. Le 9 novembre, à Genève, sous la pression des Alliés (Clemenceau, Wilson), ils se rallient à la déclaration de Corfou du 20 juillet 1917. Les représentants des différents peuples sous souveraineté autrichienne et hongroise se réunissent à Zagreb, organisent un gouvernement provisoire et approuvent une résolution d’union avec la Serbie[131].
- 8 - 10 octobre : deuxième bataille de Cambrai[132].
- 10 octobre : proclamation de la république d'Ostrów
- 17 octobre : l’empereur Charles Ier d’Autriche annonce dans un manifeste la transformation de l’Autriche-Hongrie en un État fédéral, sans toucher au statut du Royaume de Hongrie[127].
- 24 - 28 octobre : réforme constitutionnelle en Allemagne transformant l’Empire en régime parlementaire et instaurant le suffrage universel en Prusse[133].
- 24 - 29 octobre : offensive Italienne victorieuse à Vittorio Veneto[112]. Les Autrichiens refluent sur tous les fronts.
- 25 octobre : trois partis d’opposition, le parti radical, le parti social-démocrate et le parti de l’indépendance du comte Károlyi forment en Hongrie le Conseil national[134].
- 28 octobre : proclamation de la Première République tchécoslovaque par le Comité national tchèque à Prague[110].
- 29 octobre : le Conseil national slovène annonce sa séparation avec l’Autriche pour former un État avec les Croates et les Serbes[135].
- 29-30 octobre : des marins allemands refusent d’engager un dernier combat contre la flotte britannique à Wilhelmshaven[136].
- 30 octobre :
  - le Conseil national hongrois est porté au pouvoir par la « révolution des Asters ». Début du gouvernement de coalition du comte Mihály Károlyi en Hongrie[134].
  - proclamation d'indépendance de la république de Zakopane.
- 31 octobre :
  - La Turquie signe l’armistice à Moudros[137].
  - Allemagne : le Conseil des ministres se prononce pour l’abdication de Guillaume II d’Allemagne[138].
  - sous la pression des Italiens et à la suite de la manœuvre d’Uskub au nord, les troupes allemandes et autrichiennes évacuent l'Albanie[139].
- 1er novembre : proclamation de la république populaire d’Ukraine occidentale, officiellement constituée le 13 ; début de la guerre polono-ukrainienne en Galicie (fin le 16 juillet 1919[140].
- 3 novembre :
  - l’Autriche-Hongrie signe l’armistice de Villa Giusti en Italie[134].
  - la marine allemande se mutine à Kiel et crée un conseil de soldats ; le mouvement se diffuse dans toute l’Allemagne du Nord. Début de la Révolution allemande[136].
- 4 novembre :
  - fondation à Moscou du parti communiste hongrois dirigé par le journaliste proche de Lénine, Béla Kun (officiellement fondé en Hongrie le 24 novembre[141].
  - victoire des Alliés sur la Sambre[142].
- 7 novembre :
  - Allemagne : Kurt Eisner prend la tête d’un conseil d’ouvriers et de soldats à Munich et tente de fonder une Confédération des États du Sud. Le 8 novembre il proclame la « république socialiste de Bavière »[143].
  - une délégation conduite par Mihály Károlyi est reçue à Belgrade par Franchet d’Esperey pour signer un armistice sur le front balkanique[144].

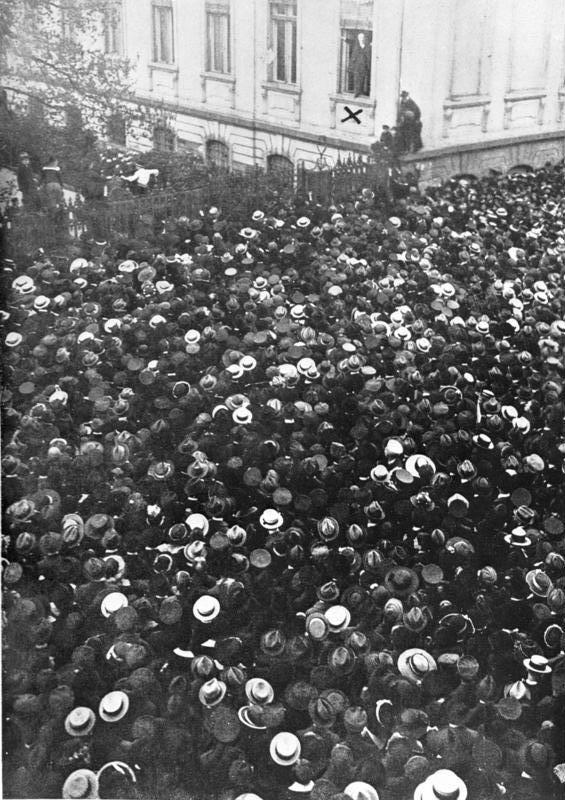
9 novembre, Berlin : discours de Philipp Scheidemann la fenêtre de la chancellerie du Reich.

- 9 novembre : insurrection de Berlin. Début de la révolution en Allemagne, abdication du Kaiser Guillaume II face à des insurrections qui enflamment le pays. Le social-démocrate Friedrich Ebert forme le nouveau gouvernement. Fin de l’Empire allemand, proclamation de la république par le chancelier Philipp Scheidemann[133]. L’empereur Guillaume II s’enfuit aux Pays-Bas[136].
- 10 novembre : profitant de la victoire des Alliées, le Royaume de Roumanie entre à nouveau en guerre et réoccupe la Transylvanie[145].

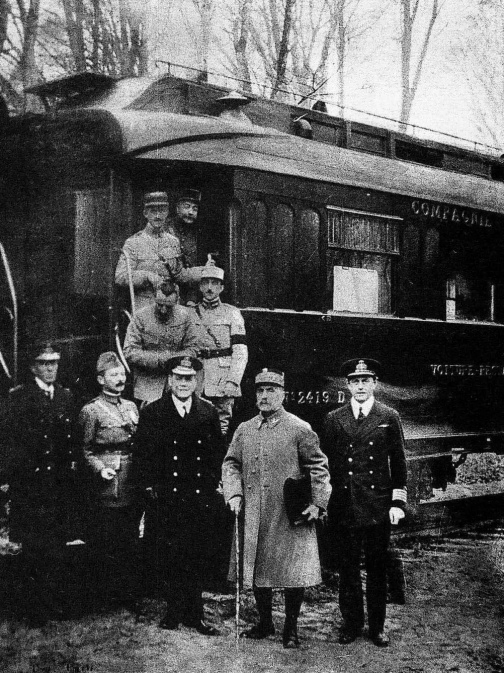
11 novembre : armistice de Rethondes ; photographie prise dans la forêt de Compiègne, au pied du wagon-salon du train de Foch où vient d’être signé l’armistice. Le maréchal Foch est au premier plan, second sur la droite, entouré par les deux amiraux britanniques Hope et Rosslyn Wemyss.

- 11 novembre :
  - Signature de l'Armistice à Rethondes entre l’Allemagne et les Alliés, marquant la fin de la Première Guerre mondiale[137].
  - Pologne : Józef Piłsudski est nommé chef des armées. Il est chargé de former un nouveau gouvernement et proclame le même jour l’indépendance de la Pologne[146].
  - Charles Ier d’Autriche renonce au pouvoir sans abdiquer[147].
- 12 novembre :
  - proclamation de la république d'Autriche allemande[147]. Le droit de vote est accordé aux femmes (loi électorale votée le 18 décembre)[148].
  - Konstantin Päts réactive le gouvernement provisoire de l’Estonie après la capitulation des Allemands[149].
- 12 - 14 novembre : grève générale en Suisse[150], 250 000 ouvriers se mettent en grève, le Conseil fédéral répond par la force en envoyant l’armée.
- 13 novembre :
  - L’armistice de Belgrade signée par le général Louis Franchet d’Espèrey avec le gouvernement de Mihály Károlyi fixe la ligne de démarcation entre Hongrois et Roumains en Transylvanie. Le Banat est occupé par la Serbie[134].
  - Allemagne : fondation du Stahlhelm (casque d'acier) par Franz Seldte, recrutant les anciens combattants allemands déçus par la défaite[151].
- 14 novembre : en Pologne, Józef Piłsudski obtient les pleins pouvoirs du Conseil de régence[146].
- 16 novembre :
  - proclamation de la République démocratique hongroise, indépendante de l’Autriche-Hongrie[141]. Le gouvernement Károlyi prend des mesures radicales pour démocratiser le pays et alléger la condition ouvrière et paysanne.
  - suffrage universel masculin en Roumanie[152].
  - intégration de la république de Zakopane à la deuxième république de Pologne.
- 16-17 novembre : fondation du Parti communiste néerlandais (Communistische Partij Nederland - CPN)[153].
- 17 novembre : occupation de Fiume par les troupes italiennes et un contingent français[154].
- 18 novembre : déclaration d’indépendance de la Lettonie. Les troupes bolchéviques s’emparent de Rīga le 3 janvier 1919 et remplacent le gouvernement letton modéré par un régime prosoviétique[85]. Guerre civile (1918-1920).
- 21 novembre : prise de Lwów par les troupes polonaises[140]. La communauté juive, qui a déclaré sa neutralité dans le conflit polono-ukrainien subit au cours d’un pogrom, 72 morts et des centaines de blessés[155].
- 22 novembre :
  - l’armée française entre dans Strasbourg[156]. Retour de l’Alsace-Lorraine à la France.
  - création du parti populiste allemand (DVP)[157] et du parti national allemand (DNVP) le 24 novembre[158].
- 26 novembre (13 novembre du calendrier julien) : union du Monténégro et de la Serbie après la déposition du roi Nicolas Ier de Monténégro[159].
  - rattachement de la république d'Ostrów à l'Empire allemand.
- 28 novembre : la Bukovine demande son rattachement à la Roumanie[160].

- 1er décembre :

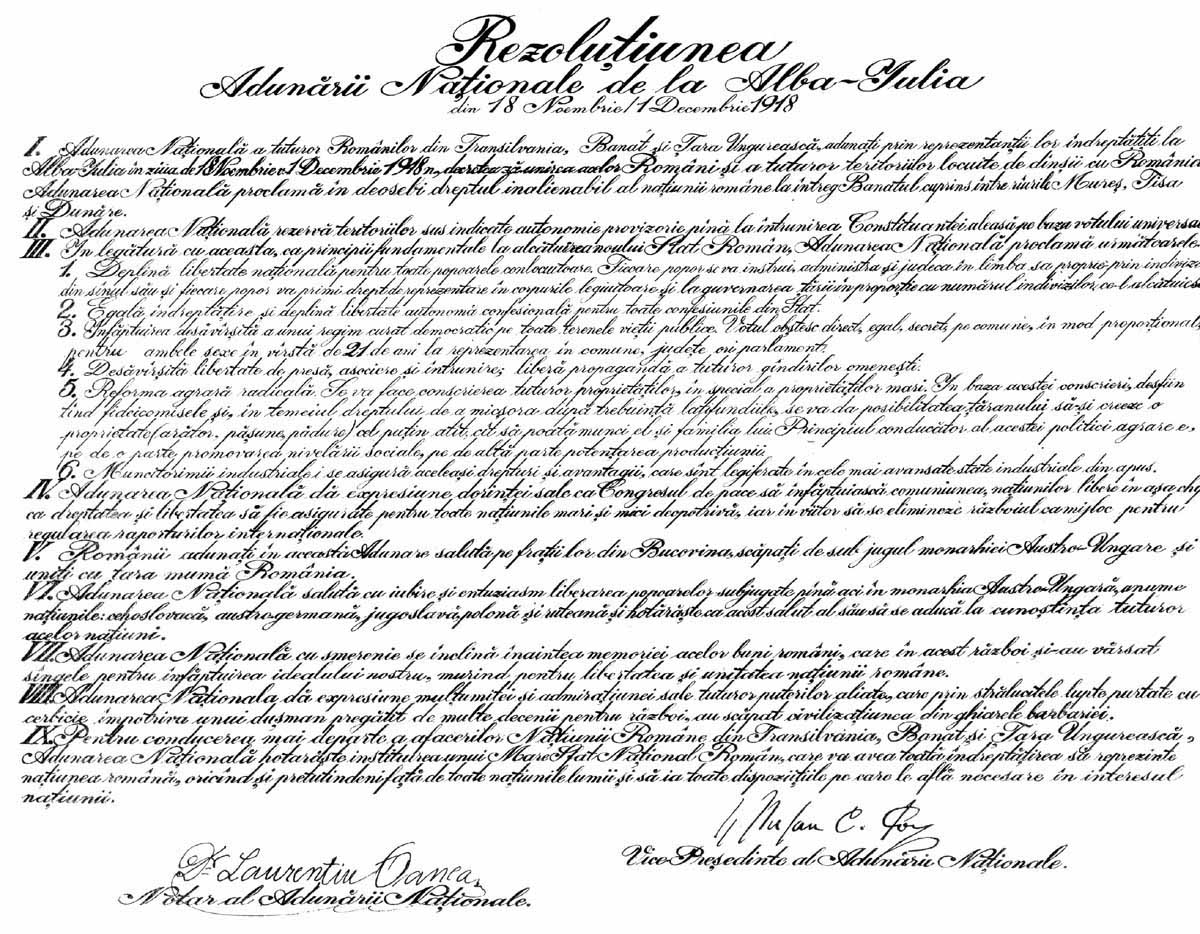
: résolutions d’Alba Julia

  - entrée en vigueur de l’acte d’Union. L’Islande devient un royaume indépendant du Danemark[161].
  - les troupes alliées entrent en Allemagne[162].
  - résolutions d’Alba Julia prévoyant l’union de la Transylvanie à la Roumanie sur les bases d’un État démocratique dans les frontières tracés par la Conférence de la paix[163]. « Grande unification » de la Roumanie[160].
  - proclamation du royaume des Serbes, des Croates, des Slovènes (future Yougoslavie). Pierre Ier de Serbie devient roi sous la régence de son fils Alexandre[164].

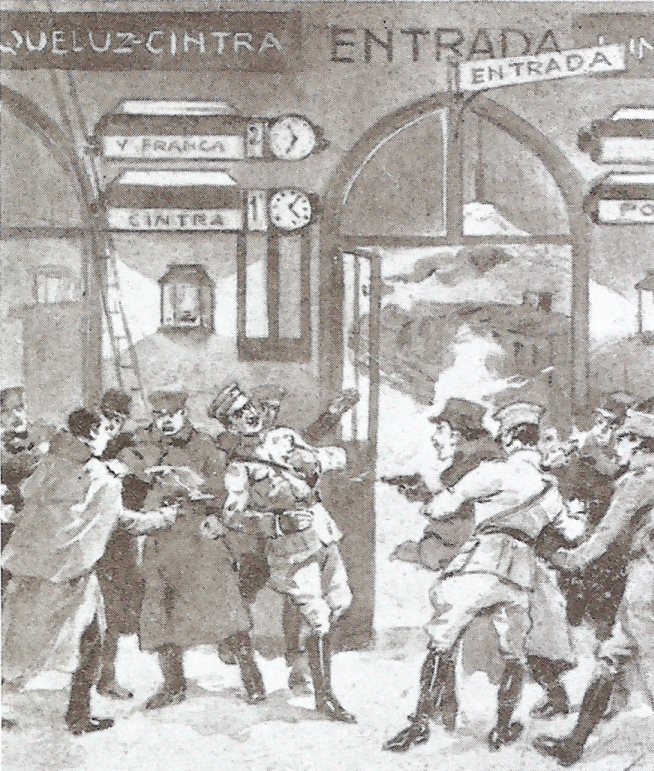
14 décembre : assassinat de Sidónio Pais à la gare du Rossio.

- 13 décembre : le Président Wilson débarque à Brest du cuirassé George Washington pour participer aux négociations de paix, premier Président américain en exercice à se rendre sur le continent européen.
- 14 décembre :
  - gouvernement Ion I. C. Brătianu en Roumanie[165].
  - Portugal : assassinat de Sidónio Pais. Retour à la Constitution de 1911 le 16[106]. Guerre civile dans le nord
  - Royaume-Uni : victoire électorale de la coalition de libéraux et de conservateurs menée par Lloyd George : 478 élus (144 libéraux, 334 conservateurs) face à 28 libéraux dissidents (Asquith) et 63 travaillistes[166]. Les 73 députés nationalistes élus en Irlande refusent de siéger à Westminster au nom du Home Rule et s’autoproclament « Parlement d’Irlande ». Ils désignent le chef du Sinn Féin, Éamon de Valera, comme « président de la République » (21 janvier 1919)[167].
- 16 décembre : 
  - proclamation d’une république soviétique en Lituanie, reconnue par Lénine le 22. Le gouvernement lituanien fuit de Vilnius à Kaunas devant l’avance de l’Armée rouge. Début des Guerres d’indépendance lituaniennes[168].
  - Congrès jusqu'au 21 décembre à Berlin des soviets d'ouvriers et de soldats ; il donne la majorité au SPD contre le USPD, rejette une proposition de constitution socialiste fondée sur les soviets et adopte une motion fixant les élections de l'Assemblée nationale au 19 janvier 1919[169].
- 24 décembre : le roi Ferdinand Ier de Roumanie promulgue un décret sanctionnant l’union de la Transylvanie au royaume de Roumanie[163].
- 26 décembre : manifestations ouvrières à Bucarest[170]. La police tire sur la foule, faisant plus de cent morts et de nombreux blessés.
- 27 décembre : discours du pianiste Ignacy Paderewski à Poznań. Début de l’insurrection de Grande-Pologne contre l’Allemagne[171].

#### Russie
- 9 janvier : création de l’Armée des volontaires[172].
- 18-19 janvier[173] (5-6 janvier du calendrier julien) : dissolution par les bolcheviks de l’Assemblée constituante où ils étaient minoritaires[174].
- 22 janvier : la Rada centrale déclare que l’Ukraine est une république indépendante[175]
- 28 janvier :
  - le 3e congrès panrusse des soviets proclame la création de la république socialiste fédérative soviétique de Russie (RSFSR)[176].
  - création de l’Armée rouge[177].
- 29 janvier : victoire de l’Armée rouge sur les cadets de l’Armée des cosaques libres de la République nationale ukrainienne à la bataille de Krouty[178].

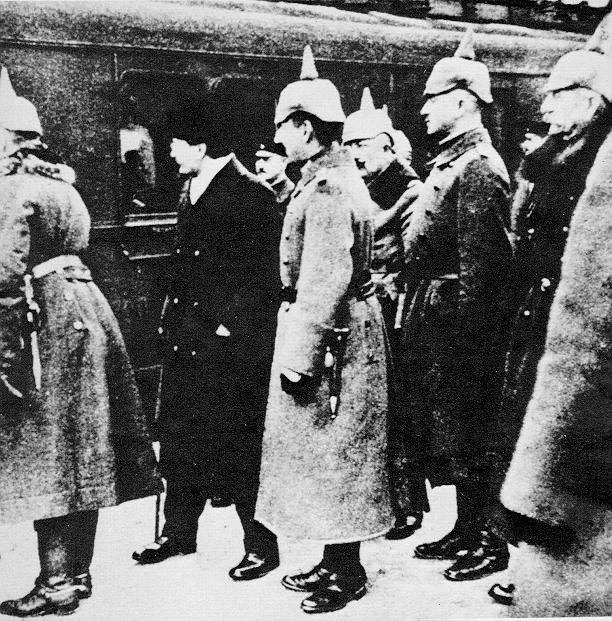
La délégation soviétique, avec Léon Trotsky, est accueillie par des officiers allemands à Brest-Litovsk, photo de presse, 8 janvier 1918.

- 10 février : Trotski annonce que le gouvernement bolchevique ordonne la démobilisation générale sans pour autant signer le projet de paix négocié à Brest-Litovsk ( « ni guerre, ni paix »)[179]. À cette annonce, l’Allemagne décide de reprendre les hostilités contre la RSFSR le 13 février[77].
- 12 février : la république soviétique d’Ukraine prend Kiev avec l’appui de l’Armée rouge ; la Rada d’Ukraine se réfugie à Jytomyr[175].
- 14 février (1er février du calendrier julien) : la Russie abandonne le calendrier julien pour le calendrier grégorien en application du décret du Sovnarkom du 26 janvier[180].
- 21 février : Petrograd est mis en état de siège et la mobilisation révolutionnaire est décrétée[181].
- 22 février : l’Armée des volontaires quitte Rostov sous le commandement du général Kornilov et entame la première campagne du Kouban ou « marche de glace »[182] (fin le 13 mai).
- 23 février : les puissances centrales lancent un ultimatum à la Russie soviétique qui est sommée d’évacuer l’Ukraine et la Finlande et de céder la Lettonie et l’Estonie. Le gouvernement bolchevique accepte sous la pression de Lénine[182].
- 25 février: les Soviétiques occupent Novotcherkassk. Nazarov, ataman des cosaques du Don, est pris et fusillé[182]. Les cosaques du Don se replient (campagne de la steppe) et résistent à l’Armée rouge (fin le 18 mai).
- 3 mars : paix de Brest-Litovsk entre Lénine et les empires centraux la Russie perd 800 000 km2 et le quart de sa population[180]. À la suite du traité, les Alliés rompent leurs relations diplomatiques avec la Russie et imposent un blocus.
- 6 mars : des troupes britanniques débarquent à Mourmansk[36].
- 12 mars : le siège du gouvernement soviétique est transféré de Pétrograd à Moscou, qui devient capitale de la RSFSR[182].

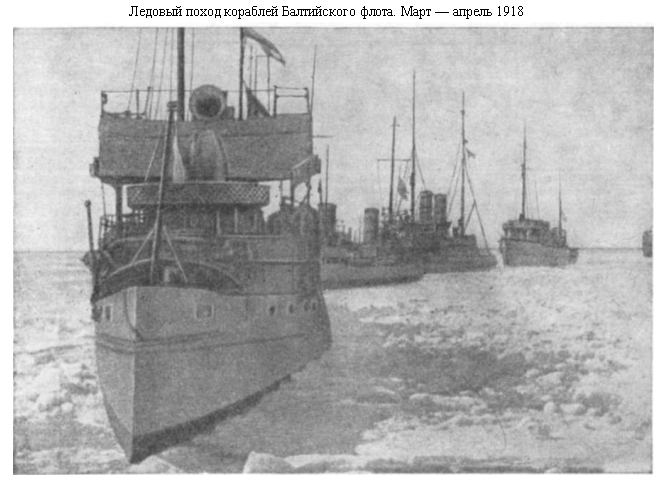
12-22 avril : croisière de glace de la flotte de la Baltique

- 12-22 avril : croisière de glace de la flotte de la Baltique. Les navires russes de Revel et Helsingfors sont évacués avec l’aide de brise-glaces vers les ports de Kronstadt et Petrograd[183].
- 13 mars : Trotski, nommé commissaire du peuple à la guerre, est chargé d’organiser l’Armée rouge[177].
- 25 mars : proclamation de la République populaire biélorusse[184].
- 26 mars : convention de Penza. Les Soviets autorisent les légions tchèques et slovaques, intégrées à l’armée française le 7 février, à rejoindre le front occidental par le transsibérien via Vladivostok[185].
- 4 avril : à la suite du meurtre d’un de leurs ressortissants, les 500 fusiliers marins japonais débarquent à Vladivostok, suivis par des marins britanniques le 7 avril[186].
- 9 avril (27 mars du calendrier julien) : le Parlement de Bessarabie vote en faveur du rattachement à la Roumanie, qui n’est pas reconnu par la Russie soviétique[187].
- 10-13 avril : l’Armée des volontaires tente vainement de prendre la ville d’Ekaterinodar ; le général Kornilov est tué par un tir d’artillerie[188].
- 22 avril : décret du Sovnarkom instaurant un monopole d’État sur le commerce extérieur[180].

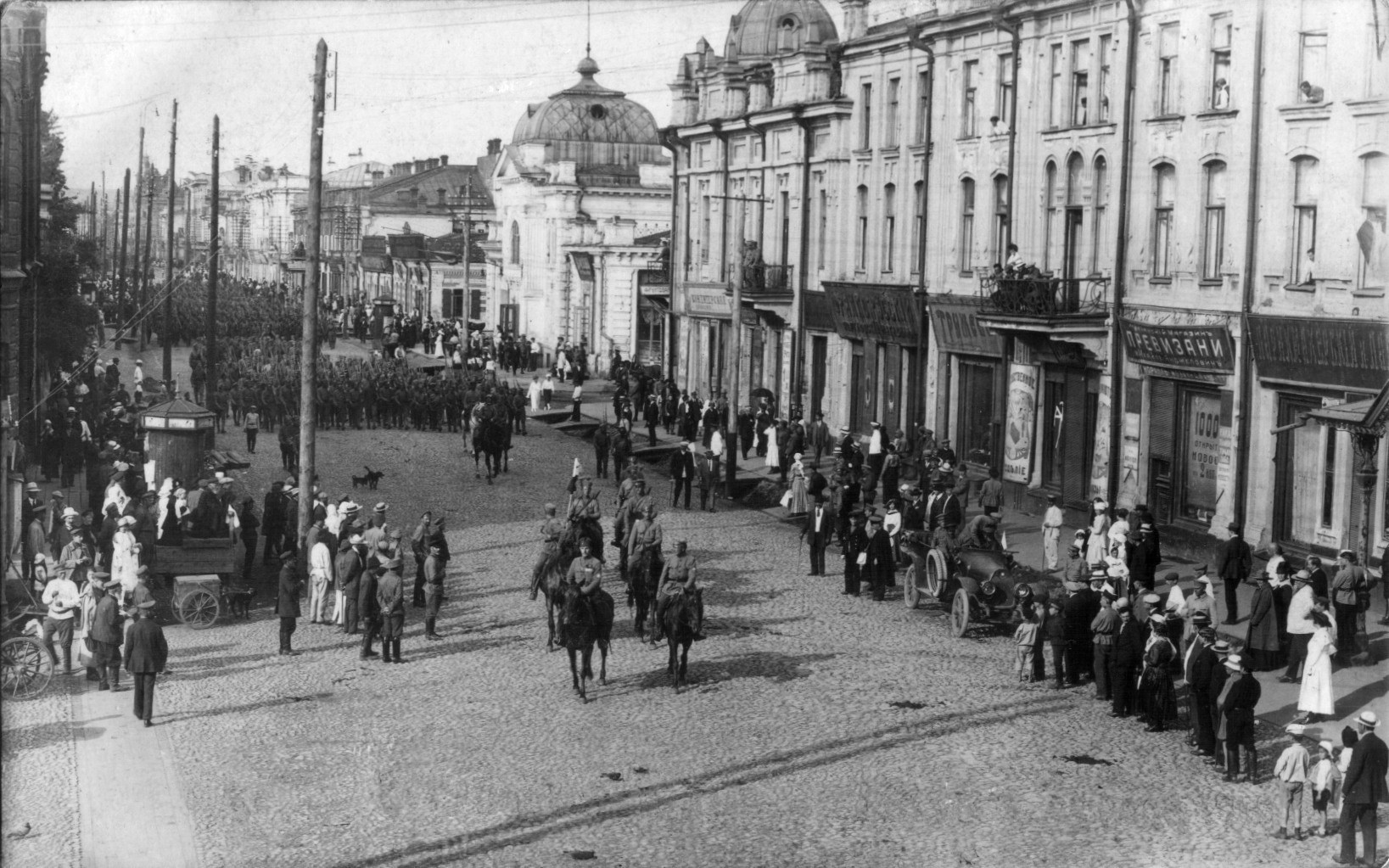
La légion tchèque défile à Irkoutsk (28 juillet)

- 25 mai : sur ordre de Trotski, les Soviets décident de désarmer les 45 000 soldats de la légion tchèque ; les jeunes officiers tchèques, encouragés par les Alliés, dirigent alors la révolte contre les bolchéviques. Le 27 mai, la garnison rouge de Tchéliabinsk est capturée et désarmée. Puis la Légion tchécoslovaque occupe Penza (29 mai), Omsk (7 juin), Samara (8 juin), Oufa (5 juillet), Simbirsk (22 juillet) jusqu’à contrôler toute la ligne du transsibérien dans la vallée de la Volga[189]. Elle atteint Vladivostok le 31 août[190].
- 29 mai : décret rendant le service militaire obligatoire de 18  à   40 ans[191].
- 22-23 juin, Novotcherkassk : début de la seconde campagne du Kouban. L’armée des volontaires prend le contrôle de la région entre la mer Noire et la mer Caspienne. Elle reprend Stavropol le 15 novembre et bat l’Armée rouge du Caucase du nord le 20 novembre[192].
- 23 juin : de nouvelles troupes britanniques débarquent à Mourmansk[36].
- 28 juin : nationalisation de 900 grandes entreprises dans les secteurs minier, métallurgique et textile[180].
- 10 juillet : la première Constitution soviétique de la RSFSR est promulguée[180].
- 16 - 17 juillet : Nicolas II de Russie, dernier tsar de Russie et toute la famille impériale sont exécutés par les bolcheviks à Ekaterinbourg[180].
- 25 juillet : la Légion tchécoslovaque occupe Ekaterinbourg[180].
- 2 août : le ambassadeurs des pays de l’Entente quittent Petrograd pour Arkhangelsk où un gouvernement de la Russie du Nord est formé par Nikolaï Tchaïkovski[180].

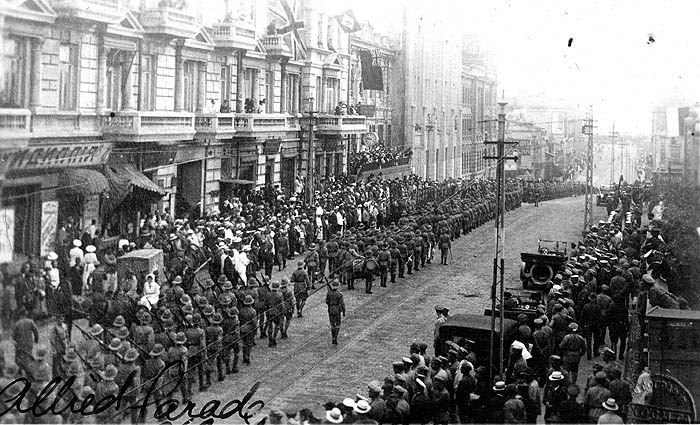
Troupes américaines paradant à Vladivostok lors de l’intervention en Sibérie.

- 2-3 août : les forces expéditionnaires alliées débarquent à Vladivostok[36]. Début de l’Intervention alliée en Sibérie.
- 15 août : prise d’Ekaterinodar par l’Armée des volontaires[188].
- 22 août : décret du Sovnarkom reconnaissant l’indépendance de la Pologne[180].
- 8-23 septembre : conférence des gouvernements « Blancs » réunie à Oufa. Institution d’un gouvernement provisoire « panrusse » établi à Omsk[180].
- 21 octobre : décret du Sovnarkom instaurant un monopole d’État sur le commerce intérieur[180].
- 25 octobre : note alliée aux États neutres organisant le blocus de la Russie[180].
- 13 novembre : un décret du Comité Exécutif central panrusse du Comité des Soviets annule le traité de Brest-Litovsk et décrète le droit à l’auto-détermination des peuples des territoires évacués par les austro-allemands[180].
- 18 novembre : coup d’état à Omsk. L’amiral Koltchak, soutenu par les Alliés, renverse le gouvernement provisoire « panrusse » et se proclame « régent suprême de Russie »[180].
- 19 décembre : un corps expéditionnaire français débarque à Odessa pour soutenir le Directoire nationaliste ukrainien présidé par Petlioura. Les Alliés passent des accords avec le général Dénikine, commandant de l’Armée des volontaires et l’ataman de la Grande armée du Don Piotr Krasnov[180].

## Décès en 1918

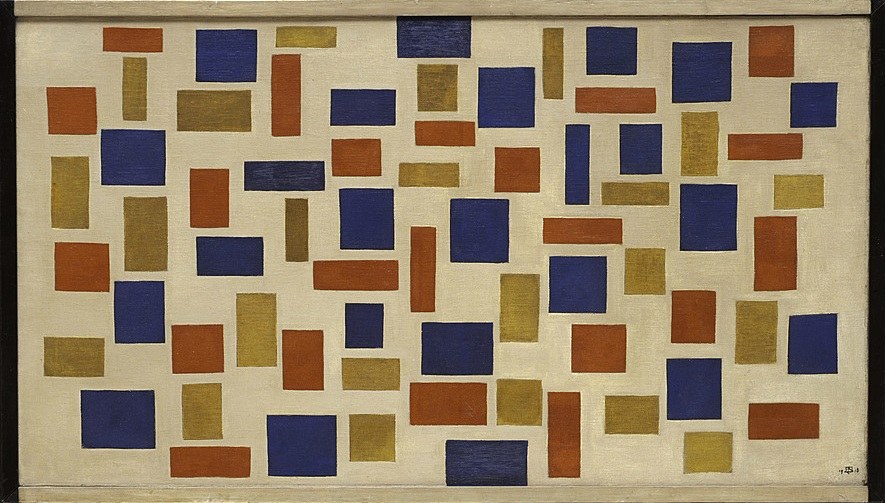
Composition XI, de Theo van Doesburg.La peinture en 1918 sur Commons